# Militärische Ausrüstung der Infanterie im Ersten Weltkrieg

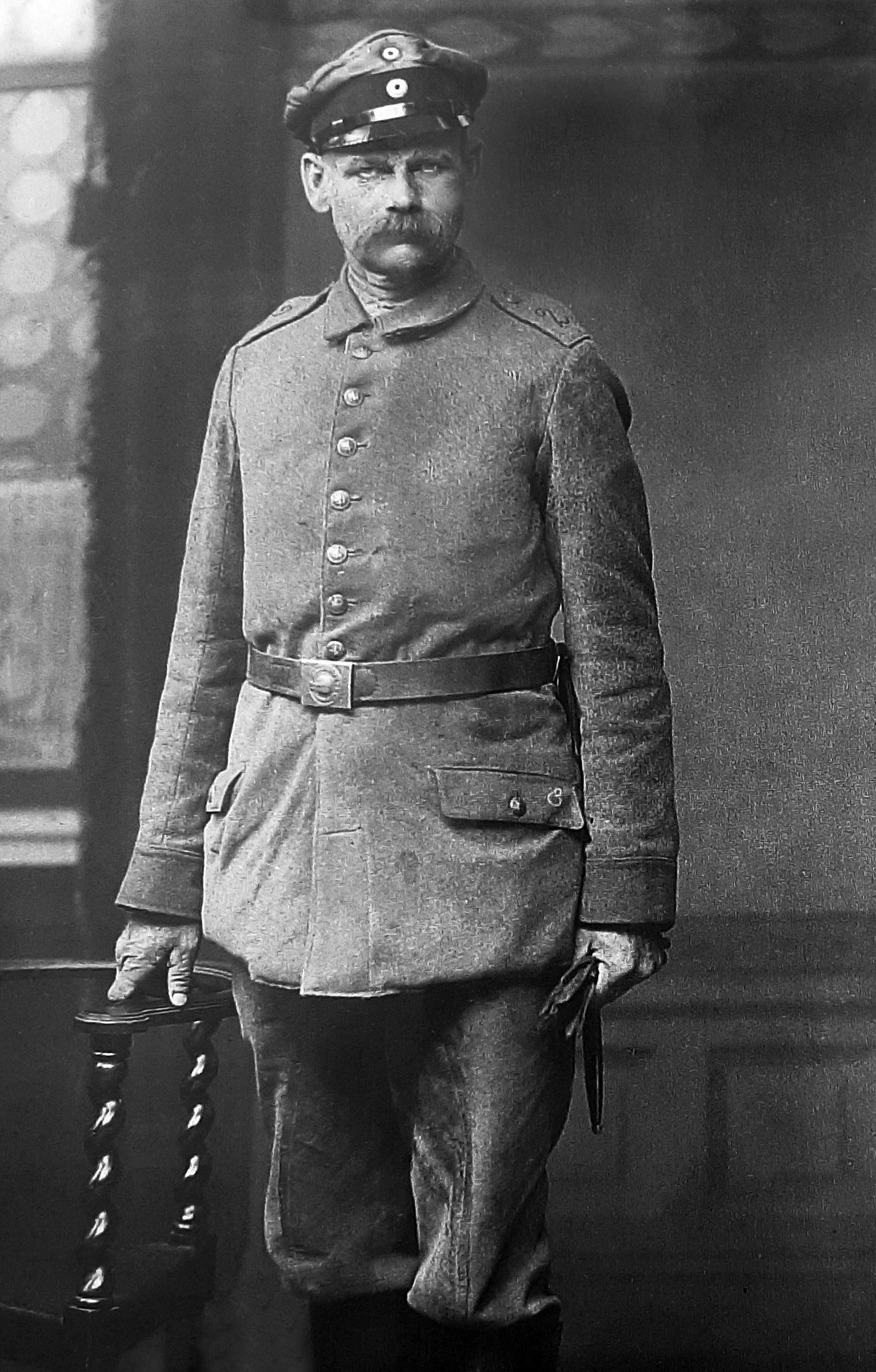
Deutsches Heer: bayerischer Jäger im Feldrock für Mannschaften mit Schirmmütze (1916)

Dieser Artikel behandelt als Übersicht die militärische Ausrüstung der Infanterie im Ersten Weltkrieg.
Erst seit dem Burenkrieg (1899–1902) begannen sich, angeregt durch die Khaki-Uniform der British Army, Felduniformen in gedeckten Farben und mit funktionaler Gestaltung durchzusetzen. Doch war der Stand der Umsetzung 1914 in den Ländern Europas sehr unterschiedlich. Im August 1914 dachte noch keine kriegführende Armee daran, einen Stahlhelm einzuführen. Doch schon kurze Zeit später erkannten zuerst die französischen Militärs, dass eine splitterabweisende Kopfbedeckung im Schützengraben Soldaten das Leben retten könnte.
Deutlich bemerkbar machte sich bei Kriegsbeginn in vielen Armeen weltweit der Einfluss altpreußischer Militärtraditionen in der Ausrüstung, die vielfach vom deutschen Heer ab 1871 übernommen worden waren. Auch waffentechnisch orientierten sich etliche Länder an den deutschen Entwicklungen der letzten 30 Jahre, wobei einige Nationen Waffen und Ausrüstung direkt aus dem Deutschen Reich bezogen oder nach eigenen Vorstellungen dort herstellen ließen. Der in Friedenszeiten aufgebaute international vernetzte Warenverkehr hatte jedoch für einige Länder, die sich ab 1914 miteinander im Kriegszustand befanden, fatale Folgen. Teilweise fehlten ihnen nun wertvolle Rohstoffe oder es waren keine eigenen nationalen Produktionsstätten für spezielle kriegsnotwendige Bedürfnisse vorhanden.

## Deutsches Kaiserreich

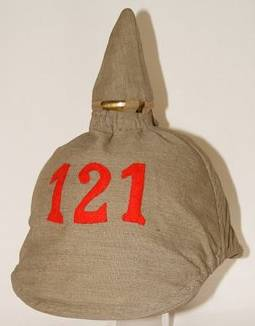
Pickelhaube M1895 mit Überzug M1892

Die Felduniform der deutschen Infanteristen gehörte bei Kriegsbeginn zu den modernsten und brauchbarsten und war erst kurze Zeit zuvor eingeführt worden. Trotzdem blieb die preußische Militärtradition deutlich sichtbar. Die feldgrauen Uniformjacken (Waffenröcke) und Hosen waren 1907/10 eingeführt worden. Die Hose besaß zwei schräge Taschen, eine Uhrtasche und einen angenähten Gürtel zur Bundweitenverstellung. An der Außennaht befanden sich feine rote Biesen. Die Jacke wurde einreihig geknöpft. Das Material der Knöpfe und Prägungen sowie das Aussehen des Kragens und der Ärmelaufschläge unterschieden sich bei verschiedenen Regimentern (Gardeformationen). Die Schulterklappen waren abnehmbar und mit verschiedenfarbenen Paspeln eingefasst, welche das jeweilige Armeekorps anzeigten. Auf den Klappen selbst war die Regimentsnummer oder ein Monogramm eingestickt.
Im Laufe des Krieges wurde die Uniform immer weiter vereinfacht und zuletzt aus billigen Ersatzfasern hergestellt, die aufgrund ihrer geringen Haltbarkeit schon ab Werk mit verstärkten Knie- und Ellbogenpartien ausgegeben wurden. Diese Verstärkungen konnten aus Stoff oder Leder sein. Vom Waffenrock wurde bereits 1914, kurz nach Kriegsbeginn, eine vereinfachtere Version entwickelt. Das Modell sollte enger geschnitten und im Farbton nun dunkler und grüner sein. Auf die Armaufschläge (Wunsch der Truppe zur Unterbringung von Karten z. B.) und die Stoßtaschenklappen wurde aber nicht verzichtet. Zudem gab es Änderungen bei den angebrachten Rangabzeichen. Die Schulterklappen waren wie beim Vorgängermodell in der Schulternaht eingenäht. Gleichzeitig wurde auch die Hose farblich überarbeitet, ab August 1914 wurde eine steingraue Färbung eingeführt, aber erst im Herbst 1915 auch als M 1915 ausgegeben. Ansonsten blieb die Hose M1914 unverändert. Selbst die roten Biesen wurden zu diesem Zeitpunkt noch beibehalten, nach und nach verschwanden sie jedoch. Mit Einführung der Uniformhose M1917 kehrte die deutsche Armee zum feldgrauen Stoff der Vorkriegszeit zurück.

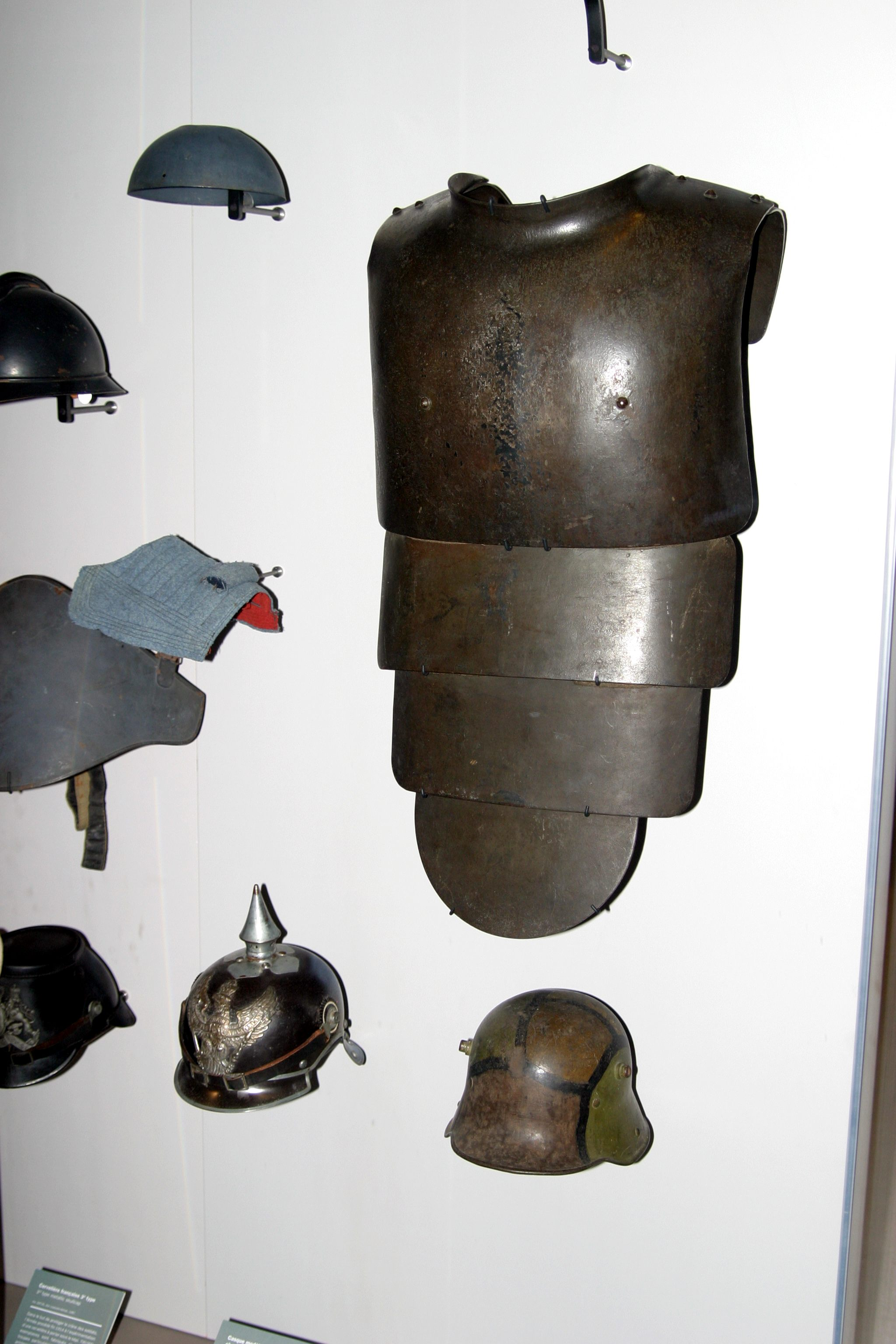
Brustpanzer deutscher Maschinengewehrschützen, sie wurden ab Sommer 1917 an der Maasfront ausgegeben jedoch nur sehr selten verwendet

Im Rahmen der Neuuniformierung wurde mit AKO vom 21. September 1915 die Bluse M 1915 eingeführt (bei den bayerischen Kontingenten erst 1916), die ursprünglich alle Vorgängermodelle ersetzen sollte. Dies geschah aus kriegsbedingten Gründen jedoch nicht, da die vorhandenen Bestände erst aufgetragen werden mussten. Die Bluse war den Bedingungen des Stellungs- und Grabenkrieges angepasst. Die sechs Hornknöpfe, welche den Rock schlossen, waren nun durch eine Stoffleiste verdeckt. Der Klappkragen besaß jetzt einen resedagrünen Besatz (Bayern: feldgrau mit weiß-blauer Rautenborte eingefasst), der eine neue deutsche Militärtradition begründete (über Reichswehr, Wehrmacht, Bundesgrenzschutz und NVA gehörte dieser grüne Kragen bis 1990 zu deutschen Uniformen). Der Waffenrock besaß zwei knöpfbare Seitentaschen, die Schulterklappen waren nun schmaler als bei den Vorgängermodellen und konnten abgenommen werden. An Schützen- und Jägereinheiten wurde eine grünere Variante der Bluse M1915 ausgegeben. An der Bluse befanden sich nach wie vor Gardelitzen, wenn auch in verkleinerter, mattgrauer Form. Offiziere ließen sich (vorschriftswidrig) oftmals Brusttaschen aufnähen. Diese Bluse blieb bis zum Kriegsende in Gebrauch, wenn auch bald jeder überflüssige Zierrat weggelassen wurde. Die zur Unterstützung der türkischen Truppen in den Nahen Osten entsandten preußischen und bayerischen Truppen sowie die Kolonialschutztruppen waren mit einer sandfarbenen Tropenuniform ausgestattet, zu der auch ein Tropenhelm mit Nackentuch gehörte.
Der stoffbespannte Holzrahmen des Tornisters M07/13 war mit Kalbfell (ab 1915 feldgrauem, wasserabweisenden Segeltuch, nur noch das Rückenteil war aus Kalbfell) überzogen, die Lederteile beließ man bis 1915 naturbraun. Ab 1917 durften nur noch anderweitige Felle verwendet werden. In ihm wurden die Halbstiefel M1901, Leibwäsche, Strümpfe, Hemd, Zeltausrüstung, Schuhputzzeug, Gewehrreinigungszeug, zwei Packungen mit je 15 Gewehrpatronen, das Krätzchen (Feldmütze aus Stoff und ohne Schirm), die „Eiserne Ration“, (die nur auf ausdrücklichen Befehl angerührt werden durfte), Näh- und Putzzeug und die Kaffeebüchse mitgeführt. Das schwarz, ab 1915 feldgrau gestrichene Kochgeschirr M1910 wurde mit zwei Riemen, abnehmbares Oberteil stets rechts, auf den Tornisterdeckel geschnallt. Um den Tornister konnte der graue Mantel M1907 (ab 1915 der feldgraue Einheitsmantel M15) und darüber die 1892 eingeführte beigefarbene (ab 1915 feldgraue) Zeltbahn mit drei speziellen Mantelriemen befestigt werden.
Der aus hellbraunem Stoff (seit Oktober 1914 feldgrau) hergestellte Brotbeutel war bereits 1887 eingeführt worden. Mit zwei aufknöpfbaren Stoffschlaufen und einem Metallhaken konnte er am Koppel getragen werden. Zwei D-förmige Metallringe an der Rückseite des Beutels ermöglichten auch eine Trageweise mit einem Stoffriemen (Brotbeutelriemen) quer über die Brust. Auf der Brotbeutelklappe am Ansatz zur linken Stoffschlaufe befand sich ein D-Ring zum Einhaken der Feldflasche. Um diese mittels des Feldflaschenlederriemens noch fester fixieren zu können, befand sich auf der Klappe unterhalb des D-Rings eine angenähte Lederschlaufe, durch die der Feldflaschenriemen gezogen werden konnte. Im Brotbeutel wurden Verpflegung, persönliche Wertgegenstände und der Aluminiumbecher zur Feldflasche mit aufklappbaren Haltebügeln verstaut.
Die mit graubraunem Filz überzogene ovale Aluminiumfeldflasche fasste einen dreiviertel Liter und wurde mit einem Schraubverschluss aus Aluminium verschlossen. Um den Hals und längs um den Bauch der Flasche waren naturfarbene Lederriemen gezogen. Bei Kriegsproduktionen wurde auch auf den Bauchlederriemen verzichtet. Im Jahr 1915 wurde eine Feldflasche /M1915/17 eingeführt, die aus verzinntem Stahlblech bestand. Als Verschluss diente jetzt ein Korkpfropfen mit einer geriffelten Kapsel. Zu Umhüllung wurde feldgrauer Baumwollköper verwendet. Seit 1916 war die Flasche nur noch innen verzinnt, außen aber emailliert, der Baumwollüberzug durch braunen Cord ersetzt. Sie hatte keinen Trinkbecher.
Das „Kochgeschirr für Fußtruppen M 1910“ ist, abgesehen von geringfügigen Änderungen, das gleiche, wie heute noch von der Bundeswehr genutzt wird. In Vorkriegszeiten noch aus Aluminium gefertigt, wurden diese Modelle jedoch wieder eingezogen und durch Blechversionen ersetzt. Am oberen Rand des Kessels wurde das einteilige und klappbare Essbesteck (Gabel/Löffel) aufbewahrt.

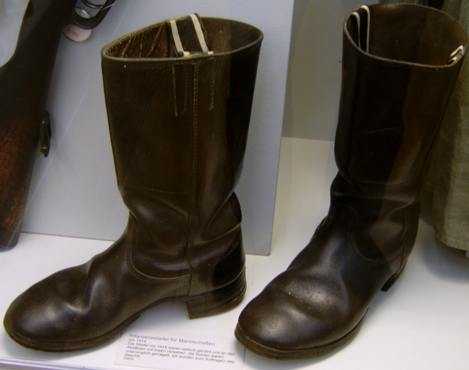
Marschstiefel M1866 in der geschwärzten Ausführung ab 1915

Die deutschen Soldaten waren mit den bewährten preußischen Marschstiefeln M1866 (Knobelbecher) mit Seitennaht ausgestattet. Er hatte eine Schafthöhe von 31 bis 35 Zentimetern und war auf der Sohle mit 35 bis 42 verzinkten Nägeln beschlagen. Am Absatz befand sich ein versenktes U-förmiges Eisen. Die Stiefel wurden in naturfarbenem Zustand gelagert und auch bei der Mobilmachung so ausgegeben. Nach den Bestimmungen der Neuuniformierung vom Herbst 1915 waren sie von da ab zu schwärzen. Mit den zunehmenden Nachschubproblemen infolge der britischen Blockade sowie dem ständig wachsenden Ledermangel wurde spätestens ab 1917 vermehrt die billiger herzustellenden und auch sonst beliebteren genagelten Schnürstiefel M1901 bei der Fronttruppe getragen. Zu diesem knöchelhohen Schuhwerk wurden kniehohe Wickelgamaschen getragen, die aus allen verfügbaren Stoffen hergestellt waren und eine breite Palette gedeckter Farben zeigten. Da diese Gamaschen sich nach dem Nasswerden beim Trocknen jedoch zusammenzogen und so das Blut in den Beinen abschnüren konnten, wurde die allgemeine Einführung von Wickelgamaschen im Herbst 1915 von der Heeresführung abgelehnt. Der Trend ließ sich jedoch nicht aufhalten, da sich vor allem die Offiziere zunehmend damit ausstatteten.

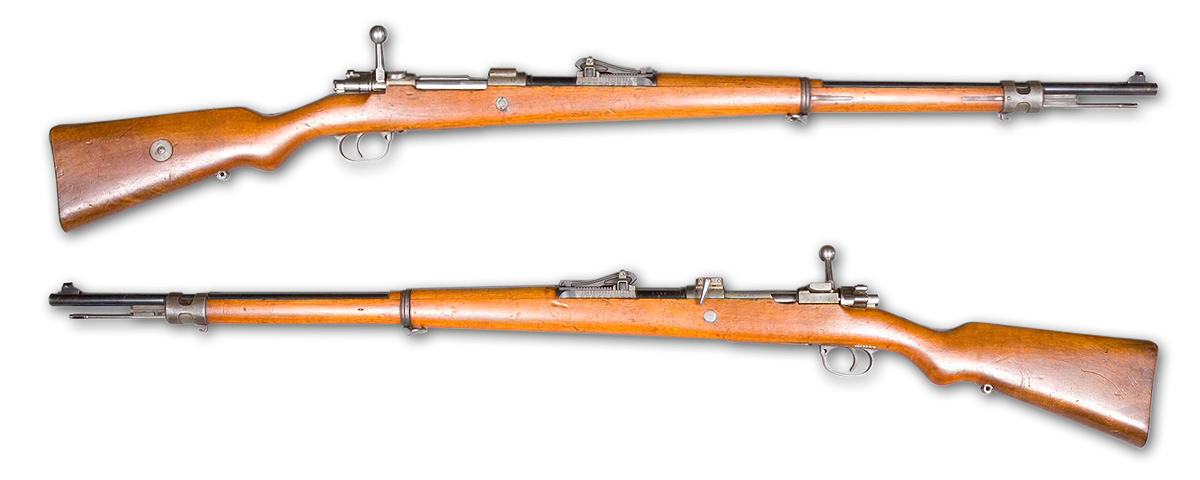
Mauser Modell 98

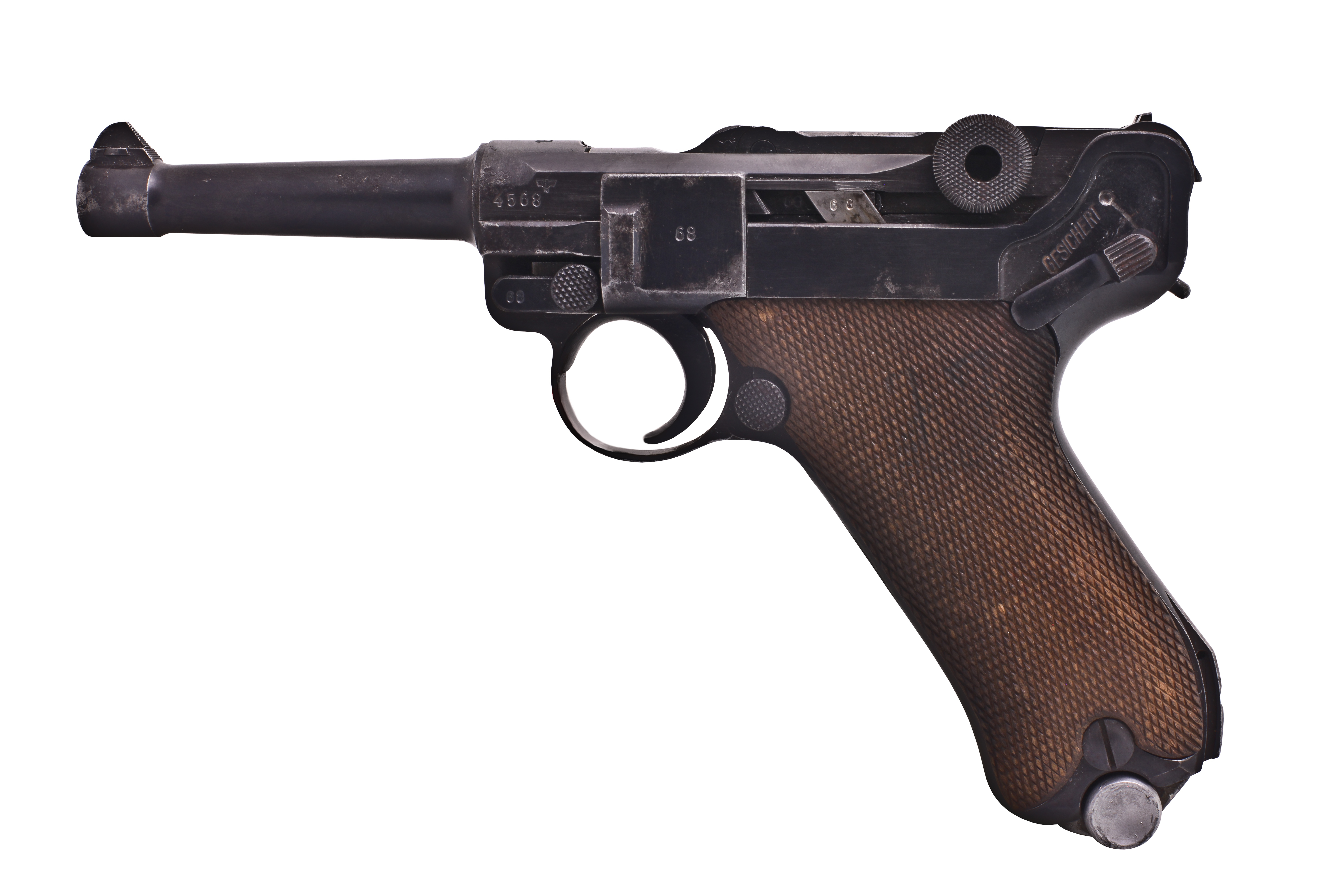
Pistole 08 von Luger

Zur Bewaffnung gehörte das Gewehr 98 (Stoßtruppen verwendeten das gekürzte 98a), Kaliber 7,92 mm, mit dem Bajonett M1898 (ab 1915 die verkürzte und verbreiterte Version M98/05, das bei den Briten so genannte Butcherknife) sowie bei Landsturmeinheiten noch teilweise das ältere Gewehr 88/05 vom selben Kaliber mit dem Bajonett (Seitengewehr) M1871. Pioniere trugen die Ausführungen mit Sägerücken. Das Bajonett (in der Armee offiziell als Seitengewehr bezeichnet) wurde zusammen mit dem Feldspaten M1887 links am Koppel getragen, wobei der verschließbare Riemen der ledernen Spatentasche zugleich die Bajonettscheide fixierte. Am ledernen Koppelschuh der Scheide sollte sich stets die Troddel befinden, deren Farbigkeit nach einer komplexen Reihenfolge (weiß – rot – gelb – blau – Eselsbrücke „Wir rauchen gerne Brasil“) für die einzelnen Kompanien eines Bataillons stand. Als zusätzliche Handfeuerwaffe kam die im Jahr 1908 entwickelte Pistole 08 von Georg Luger zum Einsatz.

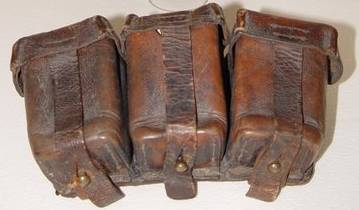
Deutsche Patronentaschen M1909

Zur Koppelausrüstung gehörte das Koppel M1895 aus naturfarbenen Leder mit einem landesspezifisch ausgestaltetem Koppelkastenschloss aus Messing, später aus verzinktem Stahlblech. Dieses Koppel wurde ab 1915 schwarz, das Koppelschloss feldgrau gefärbt. Links und rechts des Koppelschlosses wurde je eine naturlederfarbene Patronentascheneinheit M1909 aus drei Einzeltaschen, die ab 1915 ebenfalls geschwärzt wurden, auf das Koppel gezogen. Jede dieser Taschen enthielt drei Ladestreifen zu je fünf Patronen (insgesamt 90 Schuss). Das Gewicht der Patronentaschen fingen auf dem Marsch die beiden Tornisterriemen, im Gefecht oder im Graben, wenn kein Tornister getragen wurde, der dann um die Schultern gelegte Brotbeutelriemen auf. Bei beiden Trageweisen wurden die an der Rückseite der Taschen angebrachten D-Ringe eingehakt.

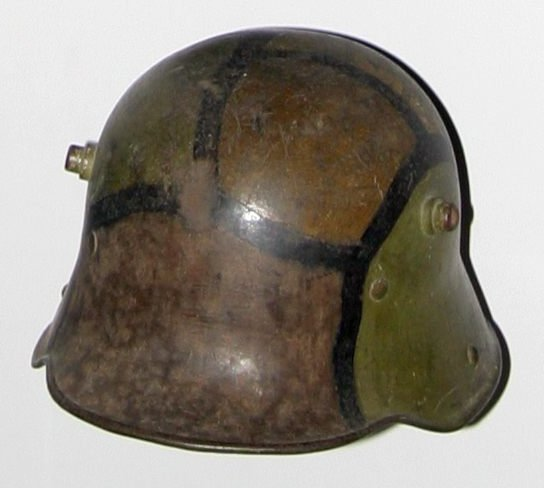
Stahlhelm M1916 mit Buntfarbenanstrich von 1918. Er gilt als bester Universalhelm seiner Zeit und wird heute in stark modernisierter Form von fast allen Armeen der Welt getragen

Als Kopfbedeckung stand dem Infanteristen das 1895 eingeführte vorletzte Modell der Pickelhaube zur Verfügung, deren preußische Vorgänger bis 1842 zurückreichten. Die Pickelhaube war ein typisches Produkt des 19. Jahrhunderts und aus Kochleder und später ersatzweise Blech geformt. Sie bot keinerlei Splitterschutz. Spitze und landestypische Helmbeschläge wurden zu Kriegsbeginn noch aus Messing (Eliteeinheiten Neusilber) hergestellt. Der 1892 eingeführte schilffarbene (graugrüne) Helmüberzug mit der in rotem Stoff aufgenähten Regimentsnummer (für die Reserveeinheiten mit einem „R“ und für die Landwehr mit einem „L“ über der Nummer) war bereits eine frühe Konzession an die veränderten Kampfbedingungen. Allzu auffällige Uniformteile stellten eine unnötige Gefährdung des Trägers dar. Nach den ersten Gefechten 1914 zeigten sich die Schwierigkeiten mit der Pickelhaube rasch. Neben der Wirkungslosigkeit gegen Splitter war auch die oben auf dem Helm angebrachte Metallspitze (fälschlicherweise oft für den Namensgeber der Pickelhaube gehalten) im Grabenkrieg viel zu auffällig, insbesondere bei Offizieren diente sie feindlichen Scharfschützen als Ziel, da deren Spitzen höher waren als die der Mannschaften. Die Truppe schraubte daher die Spitzen selbsttätig (bei Spitzen, die durch einen Paradebusch ersetzt werden konnten) ab, ansonsten wurde das gesamte Teil entfernt. Daher wurde an einem vollkommen neuen Helm gearbeitet, dessen Nachfolger heute die meistgetragenen Modelle in der Welt sind, dem Stahlhelm M1916 aus Chromnickelstahl. Der Entwurf stammte von Prof. Friedrich Schwerd. Bis zu dessen Erscheinen wurde das letzte Modell der Pickelhaube, M1915, bereits mit abschraubbarer Spitze und eisernen (daher feldgrauen) Beschlägen ausgegeben. In diesem Sinne wurde nun auch der Helmtarnüberzug geändert; die Regimentsnummern wurden erst noch in Dunkelgrün angebracht, und entfielen später ganz. Um Leder einzusparen, wurde die letzte Generation der Pickelhaube vor Einführung des Stahlhelms neben Blech zum Teil auch aus Filz gefertigt.
Die Jäger, Schützen, Maschinengewehrabteilungen und der Landsturm trugen als Kopfbedeckung einen schwarzledernen Tschako mit Überzug. Das Leder des Tschakos musste später ebenfalls durch Filz ersetzt werden.

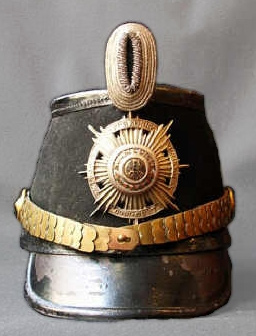
Tschako der preußischen Gardejäger

Der 1,1 mm dicke Stahlschutzhelm Modell 1916 wurde in sechs Arbeitsschritten aus einer Stahlplatte gezogen. Er besaß einen Kinnriemen aus Leder. Für den Stahlhelm wurde auch eine vorerst ausschließlich für MG-Schützen vorgesehene, später auch an Gewehrschützen und Grabenbesatzungen ausgegebene, 5–6 Millimeter dicke Stahlplatte produziert, die links und rechts der Stirnseite an den beiden Lüftungsbolzen eingehängt und mittels Lederriemen um den Helm befestigt werden konnte. Gegen Bleikerngeschosse bot sie noch bis zu 50 Metern Entfernung ausreichend Schutz gegen Durchschlag. Da sie jedoch 2 Kilogramm wog, war nur eine kurze Tragezeit möglich. Rohstoffmangel verhinderte jedoch die ursprünglich vorgesehene Anzahl dieser Platten, es wurden nur etwa 50.000 Stück hergestellt, womit das beabsichtigte Ausstattungssoll von fünf Prozent aus Mangel an Nickel nicht erreicht werden konnte. Ab Juli 1918 wurden die deutschen Helme vielfach mit dem damals eingeführten Buntfarbenanstrich (sogenanntes Mimikri) versehen, welchen die Soldaten selbst auf die Helme aufzumalen hatten. Es wurden dazu großflächige scharfeckige Farbfelder in rostbraun, ockergelb und grün aufgetragen, die durch dicke schwarze Linien voneinander getrennt waren. Die Farben waren matt und wurden mit dem Pinsel aufgetragen. Aufgesprühte Farben sind erst seit den 1930er Jahren belegt. Der für den Defensivschutz im Grabenkrieg entwickelte deutsche Stahlhelm gilt trotz einiger schon früh erkannter Nachteile, wie einem teilweise eingeschränkten Hörvermögen, als bester Universalhelm des Ersten Weltkriegs. Als Kinnriemen (sogenannter Würger) wurden zunächst die Riemen der Pickelhauben verwendet, die sich jedoch als nicht befriedigend erwiesen, da sie mit der Schiebeschnalle nicht fest genug angezogen werden konnten.
Der Stahlhelm wurde in einer ersten Charge von 30.000 Stück 1915 hergestellt und im Januar 1916 an die Truppen vor Verdun und an der Somme ausgeliefert. Nach den positiven Trageversuchen wurde von der Heeresverwaltung im April 1916 ein erster Auftrag zur Fertigung von 1,5 Millionen Stahlhelmen und im gleichen Jahr noch ein weiterer über 4 Millionen Stück erteilt. Insgesamt wurden 7,5 Millionen Stahlhelme M1916 gefertigt. Hauptauftragnehmer war die Firma Eisenhüttenwerk Thale.
Die Türkei erhielt 5400 Stück und Bulgarien 170.000 Stück dieses Musters.
1918 wurde ein neuer Kopfschutz vorgestellt, der auf Basis des Stahlschutzhelms M1916, mehr für offensiv operierende Soldaten geeignet schien. Im Unterschied zum M1916, war beim M1918, der ebenfalls aus Chromnickelstahl gefertigt wurde, die Innenausstattung verbessert worden, außerdem wies die Helmglocke eine etwas niedrigere Form auf. Der bisherige lederne Futterstreifen wurde durch einen Blechbund ersetzt, der Kinnriemen war jetzt mit einer Zugschnalle versehen, um das Verstellen zu erleichtern. Beide Riementeile waren durch einen Karabinerhaken trennbar verbunden. Wegen Klagen aus der Truppe über schlechtes Hörvermögen mit dem M1916 bzw. M1918 wurde von letzterem eine Spezialversion mit einem kleinen Ausschnitt über den Ohren („Stahlhelm M1918 mit Ohrenausschnitt“) ab August 1918 versuchsweise und ausschließlich in der kleinen Helmkalotte (Helmglocke) Größe 64 an einige deutsche Truppenteile ausgegeben. Zur weitreichenden Einführung kam es jedoch nicht mehr. In Deutschland kam der Helm erst in der Reichswehr zur flächendeckenden Einführung, wo der Helm teilweise in der Form von 1918 sogar noch in der Wehrmacht bis zum Beginn des Zweiten Weltkriegs getragen wurde.

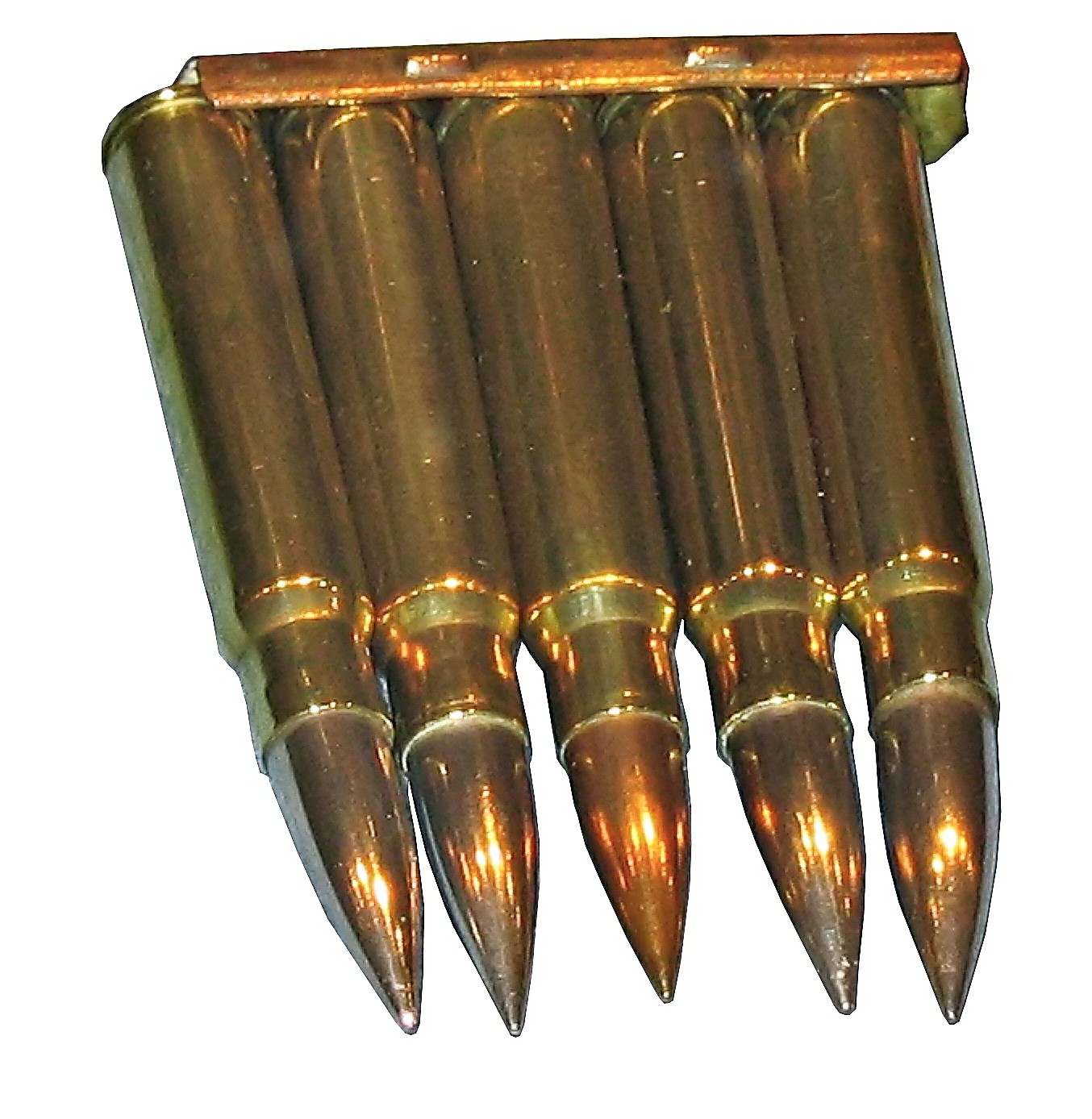
Ein Ladestreifen mit fünf Patronen für den Karabiner M1898
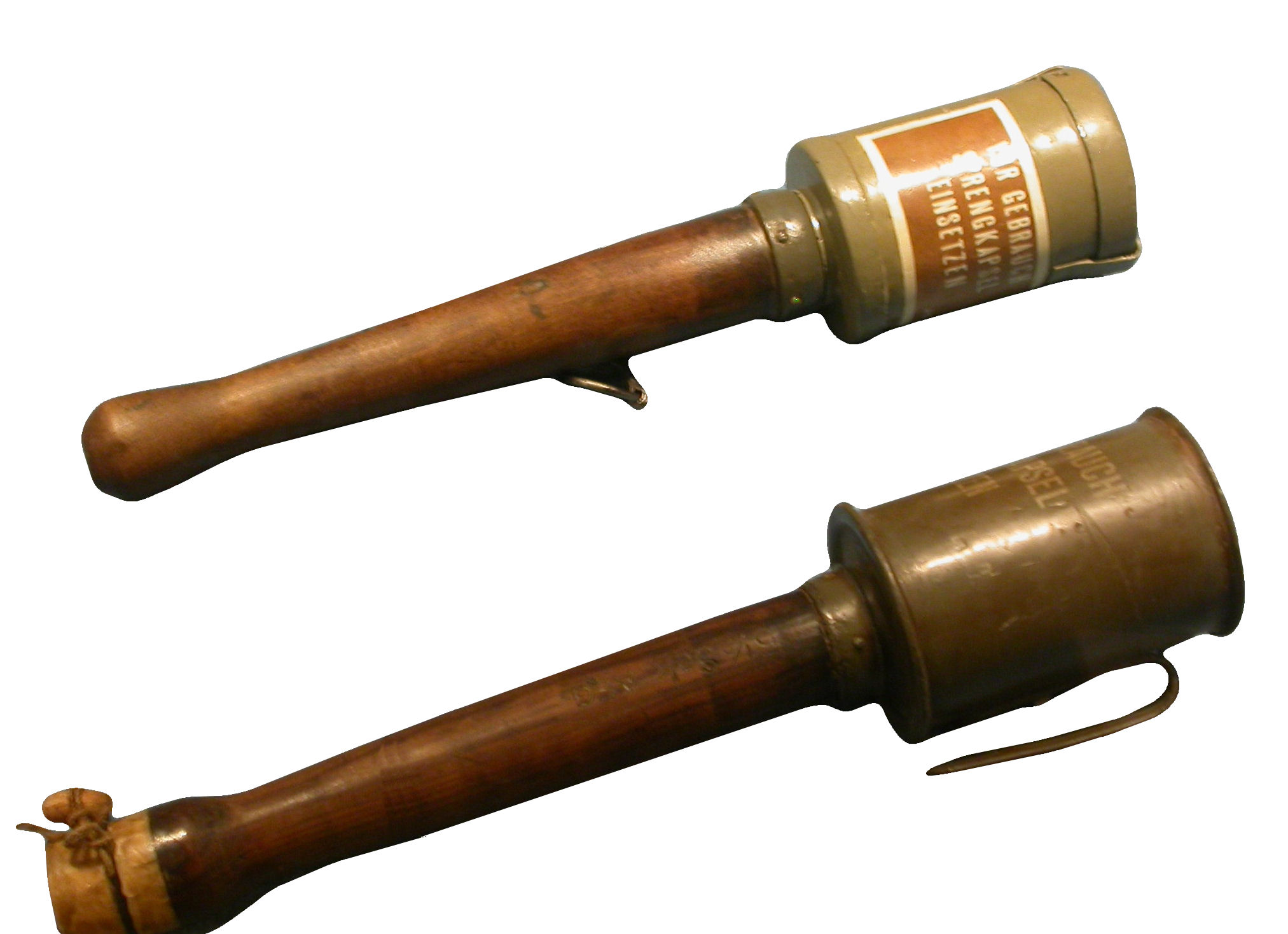
Die ab 1915 hergestellte Stielhandgranate M15
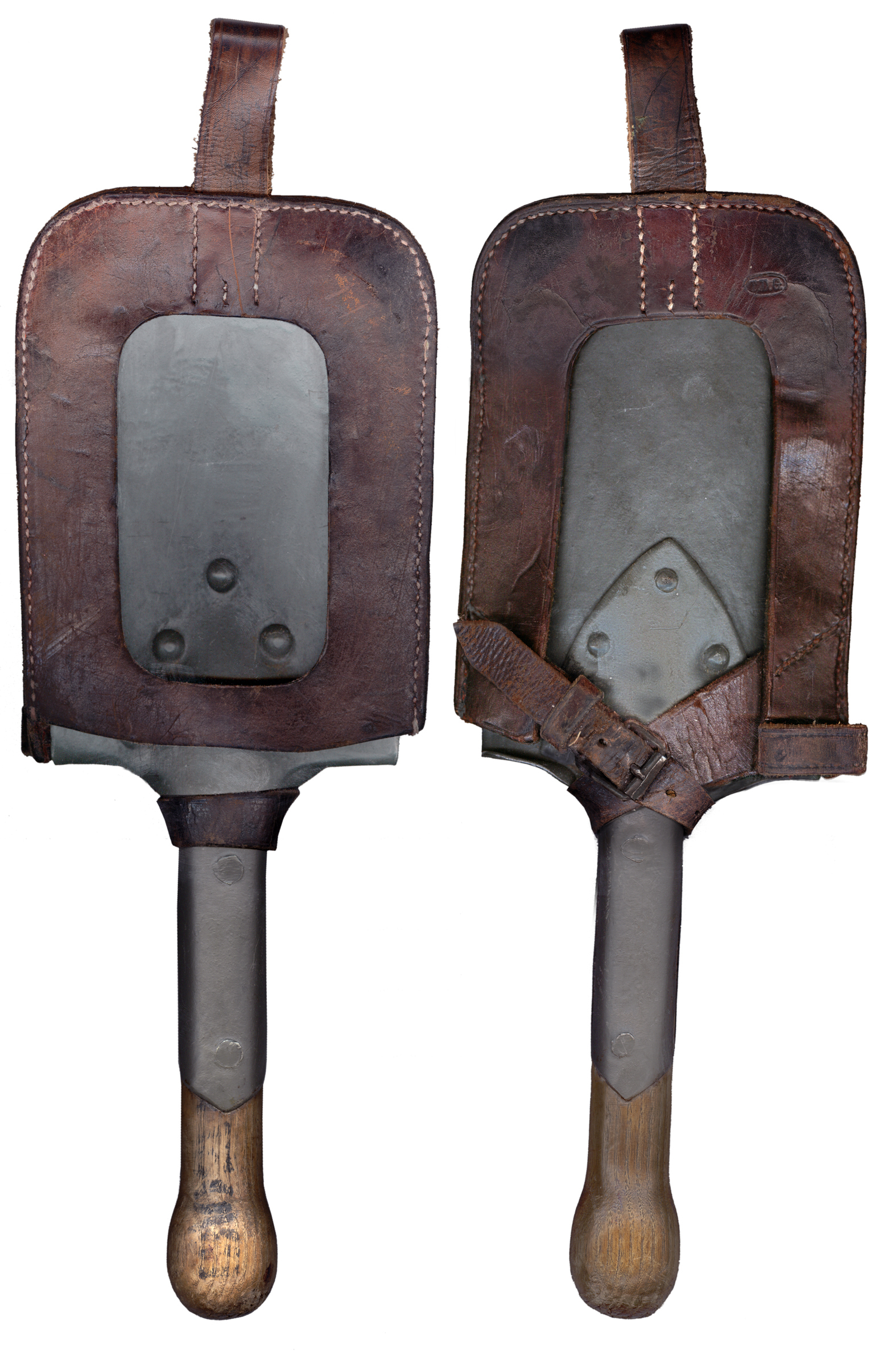
Deutscher Feldspaten für Maschinengewehreinheiten, Hersteller: T.D.G.
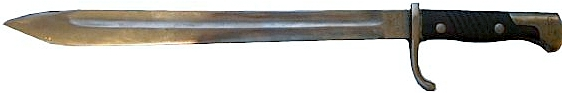
Deutsches Bajonett M1898/05 von 1905 für den Karabiner M1898
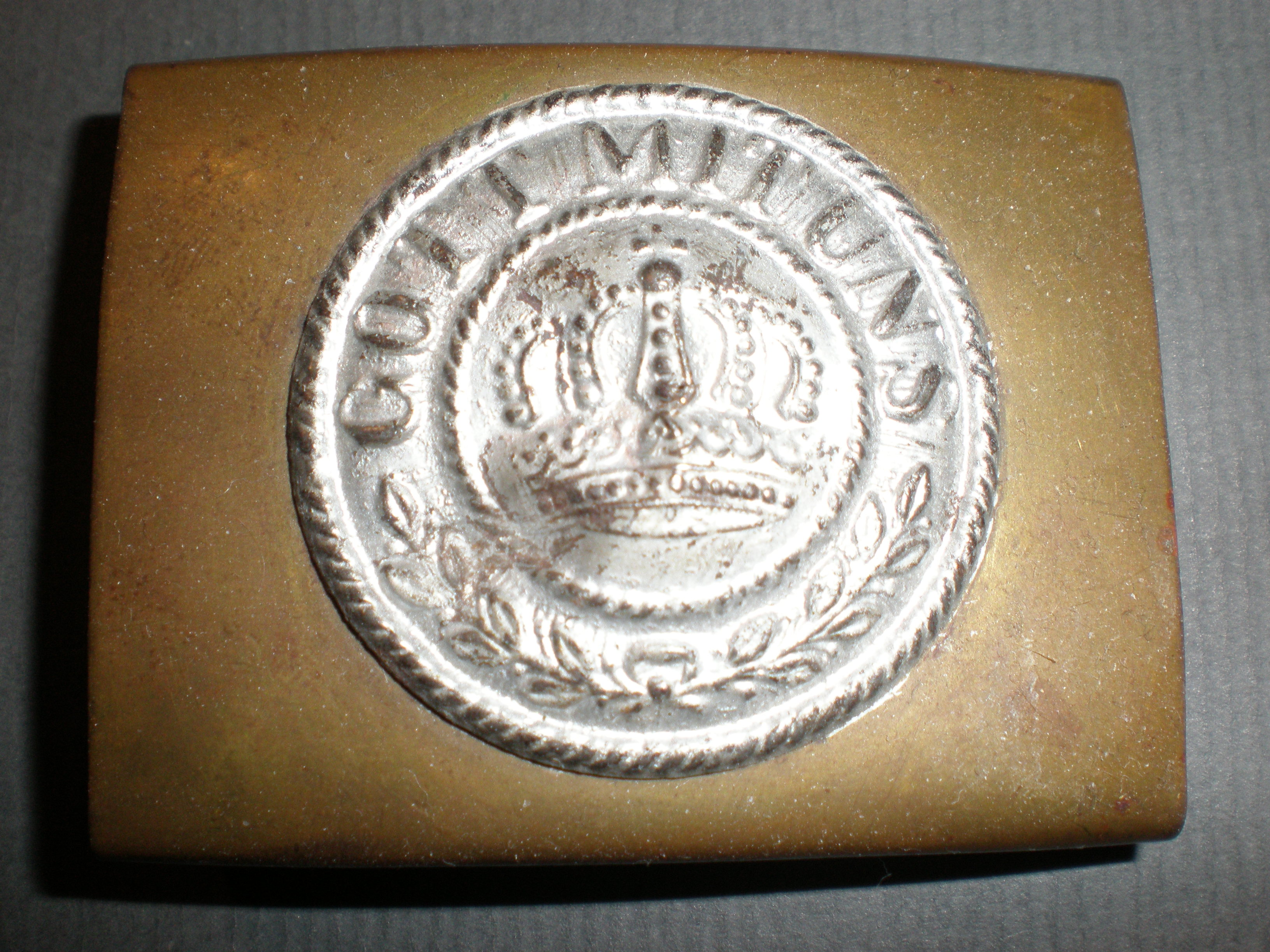
Deutsches Koppelschloss, hier in der preußischen Ausführung

## Österreich-Ungarn

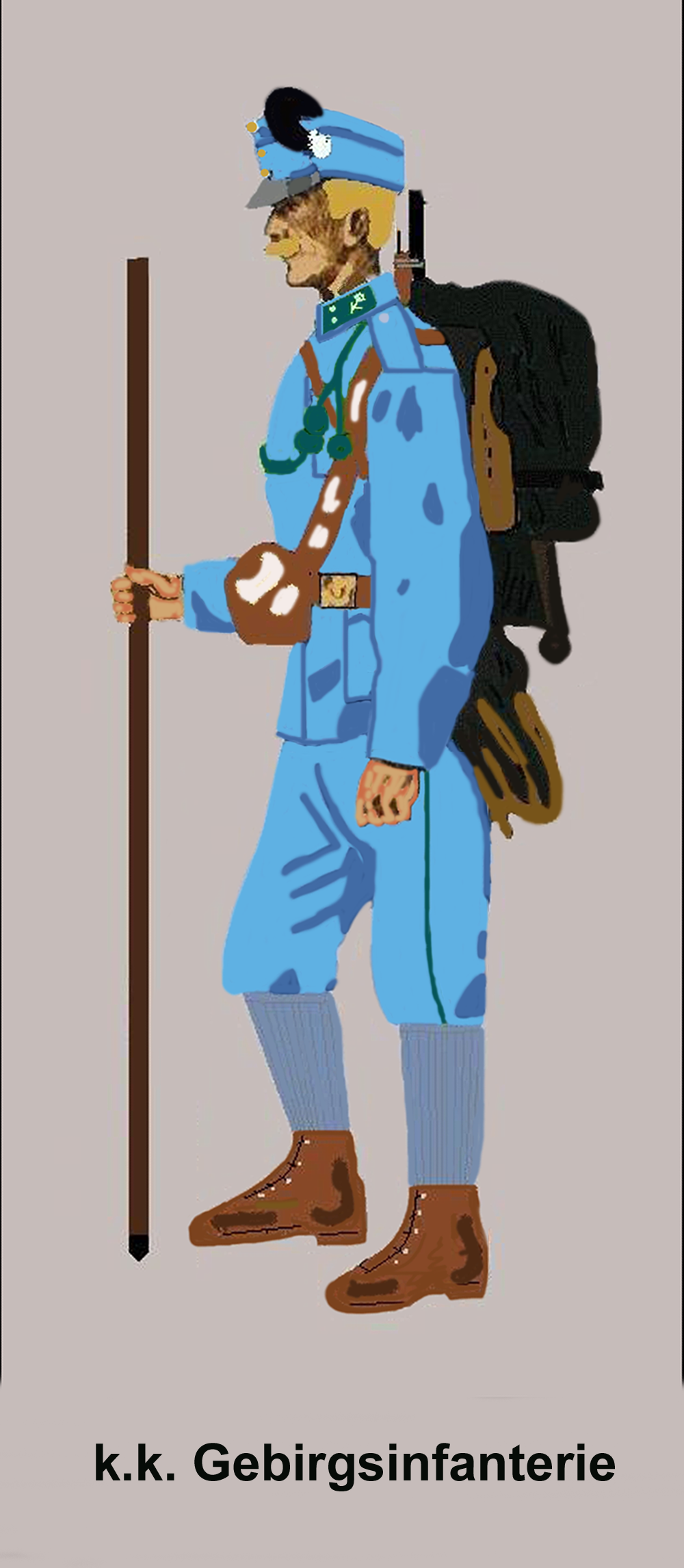
Gebirgsinfanterist in Marschadjustierung 1914

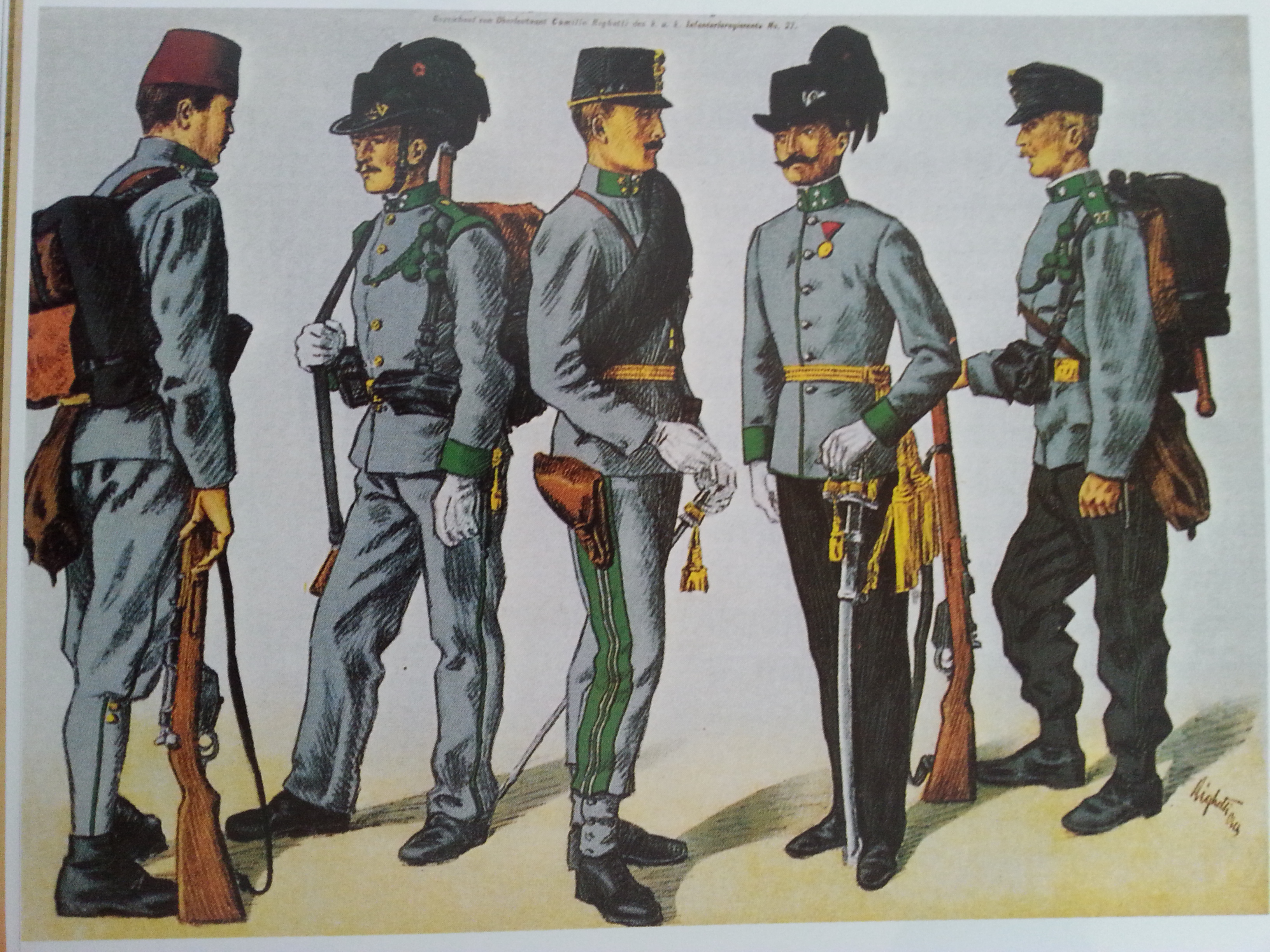
Adjustierung der k.k. Landwehr nach 1900, ganz links: bosnischer Jäger

Auch in der Doppelmonarchie begann man zu Beginn des 20. Jahrhunderts über tarnende Stofffarben nachzudenken.
Im Jahre 1908 wurde zur Felduniform der blaue Waffenrock durch die hechtgraue Bluse ersetzt. Diese hatte, im Unterschied zum Rock vier Taschen, die sechs, meist schwarzlackierten Knöpfe aus Zink wurden durch eine Leiste verdeckt. Für die warme Jahreszeit wurde die Sommerbluse angeschafft, die zunächst nur an die Fußtruppen, die Gebirgs- und Festungsartillerie und die Gebirgstrains ausgegeben wurde. Diese Sommerbluse wurde 1909 nachträglich normiert. Sie hatte einen Steh-Umlegekragen und konnte mit abnehmbaren Parolis ausgestattet werden. Ab Sommer 1914 wurde eine Trageerlaubnis für alle Waffengattungen erteilt. Die Bluse der Gebirgstruppen hatte einen eigenen Schnitt, mit vier aufgesetzten Taschen mit Quetschfalte. Ab 1915 wurde die bisherige hechtgraue Bluse durch eine solche aus feldgrauem Stoff mit mattierten Knöpfen ersetzt, da sich die hechtgraue Farbe als noch zu auffällig erwiesen hatte. Diese Bluse M1915 zeigte jedoch bereits negative Auswirkungen durch die Verwendung von Ersatzstoffen. Sie wurde bereits im Jahr darauf durch die Einheitsbluse M 1916 ersetzt, eine genaue Beschreibung im Normalverordnungsblatt erfolgte jedoch nicht, sodass lediglich ein Umlegekragen festgelegt war. Die Farben der Stoffe variierten im Laufe des Krieges immer mehr und reichten von steingrau über graugrün bis zu braungrau je nach vorhandenem Material. Dieser Schnitt blieb so bis Kriegsende im Gebrauch, wenn auch bei Offizieren Abweichungen vorkamen, da diese sich die Uniformen selbst beschaffen mussten und sich so je nach finanziellen Verhältnissen Extravaganzen einschlichen. Im Laufe des Krieges begann man dann aus Gründen der Materialersparnis und Produktionsvereinfachung die Knopfleiste wegzulassen und auch die Taschenknöpfe nicht mehr zu verdecken. Die Parolis wurden verkleinert, die Distinktionsabzeichen blieben jedoch unverändert.
Als Hose wurden 1908 zur Felduniform die sogenannte Kniehose für die nicht berittene Truppen eingeführt. Sie war hechtgrau, hatte vorn und hinten je zwei Taschen und wurde am Beinabschluss durch Bänder unter dem Fuß straff gehalten. In der linken, vorderen Tasche befand sich ein weiteres kleines Täschchen zur Aufnahme der Legimitationsblattkapsel. Die Hose der ungarischen Verbände war auf dem Oberschenkeln mit Vitéz Kötés aus Schafwolle verziert. Die Wadenteile waren röhrenförmig gestaltet, da darüber die Ledergamaschen M 1908 (oder Tuchgamaschen) getragen wurden. Die Kniehose der k.k. Gebirgstruppe hingegen, reichte nur bis unter das Knie und ging von da an in Wadenstrümpfe über. Für die Artillerie, den Train und die Pioniere war die Artilleriekniehose normiert, sie glich der allgemeinen Kniehose, hatte jedoch ein kürzeres Wadenstück und wurde von Offizieren mit Ledergamaschen, von Mannschaften dagegen mit Schaftstiefeln getragen. Mit der Einführung der feldgrauen Uniform im Jahre 1915 änderte sich zunächst am Schnitt der Kniehose nichts, lediglich bei der ungarischen Hose fiel die Verschnürung weg. Mit der Einführung der sogenannten Einheitsadjustierung im Jahre 1916 wurde die allgemeine Kniehose generell durch die (einfacher herzustellende) Artilleriekniehose ersetzt. Die Stoffgamaschen mussten den Wickelgamaschen oder den Wadenstrümpfen weichen, Ledergamaschen wurden nur noch vereinzelt von höheren Offizieren getragen.
1916 war in der k.u.k. Armee der Felltornister M1906 durch einen leichten Rucksack (M1916) aus naturbraunem Leinen ersetzt und im gleichen Jahr für alle Waffengattungen normiert worden (der Felltornister M1906 wurde aber nachweislich noch 1917 gefertigt). Dessen breite Trageriemen wurden wie bei den Tornisterriemen an den beiden ledernen Patronentaschen eingehakt, um das Gewicht besser zu verteilen.
Ebenfalls aus grünem oder braunem Stoff wurde der Brotsack gefertigt. Er konnte an einem breiten Trageriemen quer über die Brust oder mit Stoffschlaufen und Metallhaken ohne Riemen am Koppel befestigt werden. In den Fächern unter der Stoffklappe des Beutels wurden Feldflasche, Kochgeschirr und Verpflegung verstaut. Die grün emaillierte Feldflasche mit einem Verschluss aus Naturkork war bereits im 19. Jahrhundert eingeführt worden. Sie konnte auch auf dem Brotsack eingehakt werden.
Die knöchelhohen Schuhe für Mannschaften waren aus braunem Naturleder, die mit je zweimal acht Ösen versehen waren. Unter dem Absatz befand sich ein hufeisenförmiges Absatzeisen, die Sohle war mit Nägeln besetzt. Zum Schutz gegen Nässe wurde häufig schwarze Schuhcreme aufgebracht. Die Kavallerie, die Artillerie und die technischen Truppen trugen schwarze Schaft- bzw. Reitstiefel, (die Husaren nach ungarischem Muster) die Gebirgstruppe spezielle Gebirgsschuhe.
Als Standardgewehr diente das Steyr-Mannlichergewehr M1895, Kaliber 8 mm, das zur Zeit seiner Einführung das weltweit schnellste Repetiergewehr war und Patronen mit rauchschwachem Pulver verschoss. Als Nachteil erwies sich das Laderahmensystem, das sehr schmutzempfindlich war. Zu dieser Waffe gehörte das Bajonett M1895. Als Waffenhilfe Deutschlands an die k.u.k.-Monarchie wurde zudem das von der preußischen Gewehr-Prüfungskommission (G. P. K.) konzipierte Gewehr 88 und mindestens 15.000 Stück des Gewehr 98 an die k.k. Standschützen ausgeliefert.
Das naturlederfarbene Koppel wurde mit einem Messingkastenschloss getragen, auf dem der doppelköpfige österreichisch-ungarische Adler eingeprägt war (später kam die Eindornschnalle in Gebrauch). Die beiden naturlederfarbenen doppelten Patronentaschen wurden links und rechts vom Koppelschloss auf das Koppel gezogen. Jede Tasche nahm zwei Ladestreifen mit je fünf Patronen auf (insgesamt 40 Schuss). Während des Krieges wurden das Koppelzeug mehr und mehr durch Ersatzstoffe wie Webgurt oder wasserdichtes Leinen ersetzt.
1916 wurde in der österreichischen Armee ein Stahlhelm eingeführt, der sich vom deutschen Vorbild in der Form geringfügig unterschied. Es handelte sich dabei um den sogenannten Berndorf-Helm, der in Eigenregie hergestellt wurde.
Es wurden insgesamt hergestellt:
- 139.968 Helme System Berndorf
- 534.013 Helme M 1916
- Dazu 416.000 Helme M 1916 aus Deutschland geliefert

Obwohl auch in geringer Stückzahl ehemalige Dragonerhelme durch Stirnplatten verstärkt und italienische Beutehelme eingesetzt wurden reichten die vorhandenen Mengen nicht aus.

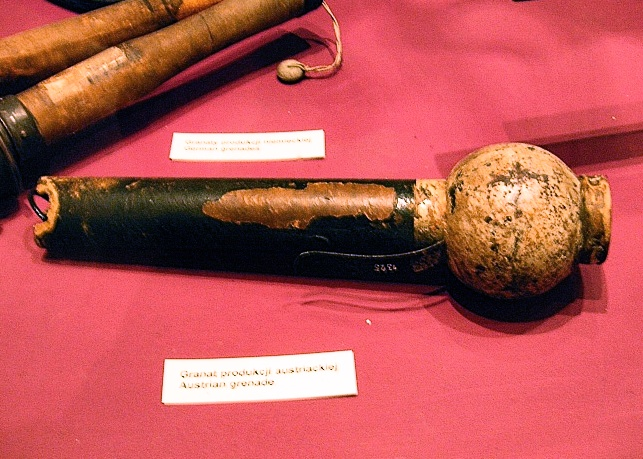
Österreichisch-Ungarische Keramik-Stielhandgranate aus dem Ersten Weltkrieg
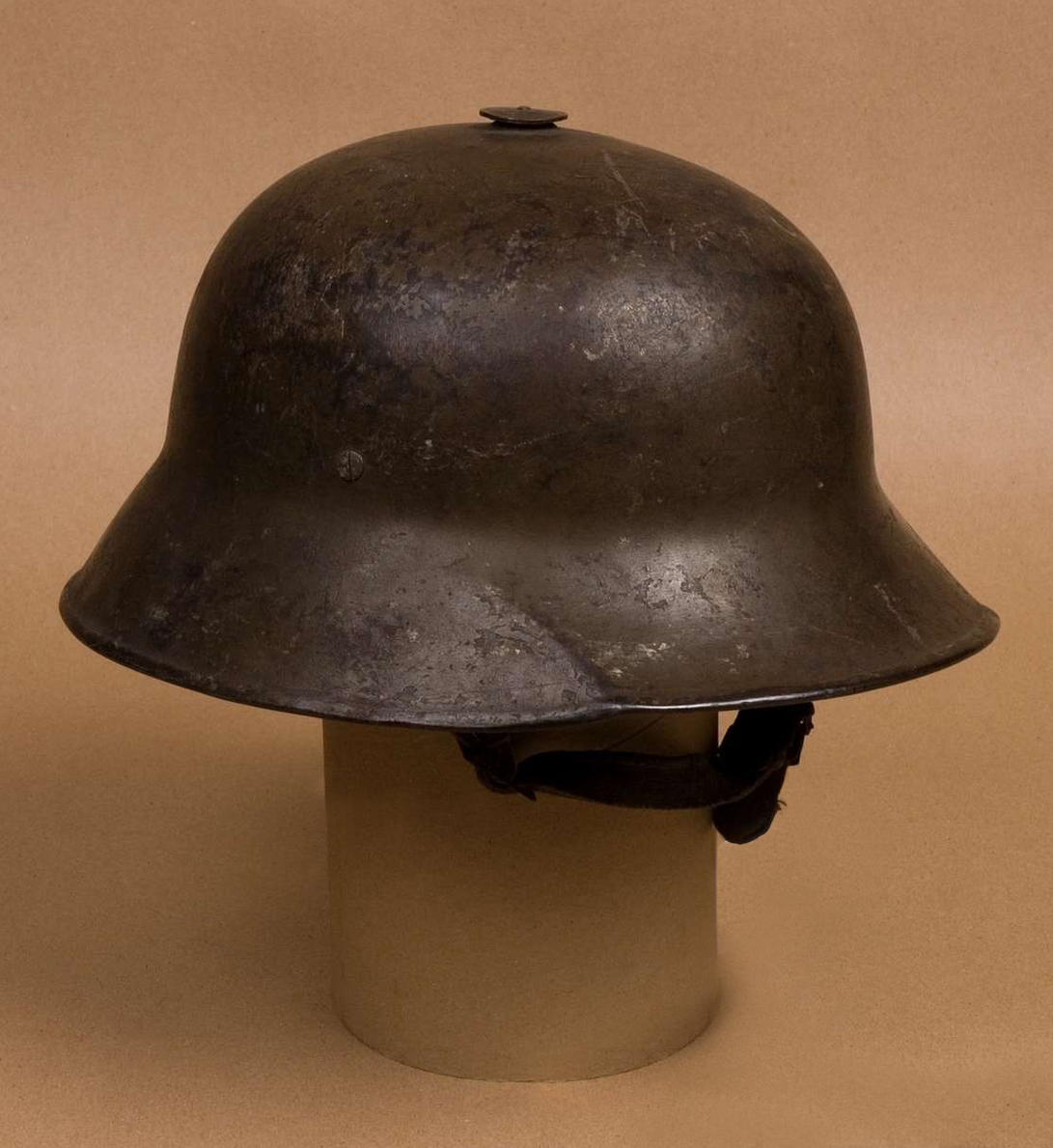
Berndorf-Helm

## Osmanisches Reich
Im Zuge des Rückzugs aus den besetzten Ländern des Balkans rieb sich das alte imperialistische Osmanische Reich fast völlig auf. Die horrenden Staatsausgaben für militärische Zwecke zerstörten die Infrastruktur und den wirtschaftlichen Wohlstand. Wachsende Korruption und die Unfähigkeit eines zerfallenden Beamtenwesens führte auch dazu, dass Militär- und Staatsreformen meist in Ansätzen steckenblieben. Daher konnte sich das Heereswesen erst im fortgeschrittenen 19. Jahrhundert modernisieren und an europäische Vorbilder anknüpfen.
Hose und Waffenrock der türkischen Infanterie bestanden während des Ersten Weltkriegs aus khakifarbenem Stoff. Der Rock, der mit sechs Metallknöpfen geschlossen wurde, besaß oft nur zwei Schoßtaschen. Es gibt jedoch auch Ausführungen mit zusätzlichen Brusttaschen. Diese Taschen waren nicht aufgesetzt, sondern in das Innere des Waffenrocks eingearbeitet und wurden mit Stoffklappen und Metallknöpfen verschlossen. Das naturfarbene Lederkoppel mit Kastenschloss sowie die links und rechts des Schlosses auf das Koppel gezogenen brauen dreiteiligen Patronentaschen folgten optisch dem deutschen Vorbild. Das Marschgepäck des türkischen Soldaten wurde mit naturlederfarbenen Riemen getragen, welche wie damals üblich, vorne an den Patronentaschen eingehakt werden konnte, um einerseits das Rückengepäck zu stabilisieren und andererseits die schweren Patronentaschen abzufangen. Die naturledernen Schnürstiefel wurden von khakifarbenen kniehohen Wickelgamaschen umschlossen.

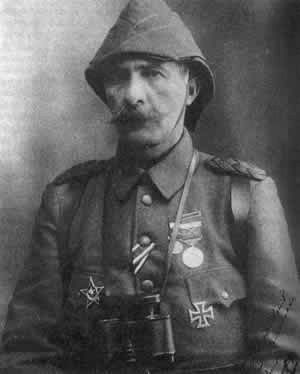
Mehmed Esad Pasha

Wie die europäischen Armeen besaß auch die osmanische zu Beginn des Ersten Weltkriegs keine schützende Kopfbedeckung. Standardmäßig waren die Soldaten des Sultans mit dem roten Wollfilzfes ausgestattet, das 1826 für alle Reichsbediensteten eingeführt worden war und die bis dahin üblichen militärischen Kopfbedeckungen ersetzte. Das Fes wurde in jener Zeit mit synthetischen Anilinfarben gefärbt, welche aus Deutschland stammten. Mit dieser auffälligen Kopfbedeckung setzten sich die Soldaten jedoch besonders in den kargen wüstenartigen Regionen des osmanischen Reiches der großen Gefahr aus, schnell als Ziel erkannt zu werden, daher wurde im Feld eine turbanähnliche khakifarbene Kopfbedeckung getragen, der Kabalak, informell nach Enver Pascha auch als Enverije bezeichnet wurde. Im Gegensatz zu den Armeen auf dem europäischen Kriegsschauplatz wurde dem Sicherheitsgedanken durch Einführung eines neuzeitlichen Helmes bis 1918 keine Rechnung getragen. Erst in diesem letzten Kriegsjahr führte die türkische Armee einen Stahlhelm ein, der in Deutschland hergestellt wurde und als Basis den Stahlschutzhelm M1916 hatte. Der M1916 wurde in sechs Arbeitsschritten aus einer Stahlplatte gefertigt, die 1,1 mm dick war. Im Unterschied zum M1916, fehlte beim M1918, der ebenfalls aus Chromnickelstahl gefertigt wurde, der markante Augenschirm und die an den Ohren heruntergezogene Nackenkrempe. Der M1918 wurde versuchsweise an einige deutsche Truppenteile ausgegeben. Der fehlende Schirm war eine Konzession an das moslemische Ritualgebet gewesen, zu dem der türkische Soldat nun den Helm nicht absetzten musste. Größere Mengen dieser zwischen 1000 und 1300 g schweren Helme wurden an Österreich-Ungarn, Bulgarien geliefert. Die Türkei erhielt 5400 Stück. Möglicherweise rüstete man damit noch Eliteeinheiten aus.
Während des Ersten Weltkriegs fanden mehrere deutsche Gewehrtypen Verwendung. Waffenaufträge der osmanischen Armee an Deutschland hatten Tradition. Ein türkischer Großauftrag nach 1872 für das Gewehr M1871 hat die Traditionsfirma Mauser womöglich sogar vor einem Konkurs gerettet. Gleichzeitig hatte die Türkei in Großbritannien das damals ebenfalls neue Martini-Henry-Gewehr geordert. Diese Waffe war teilweise noch 1913 in der osmanischen Armee im Einsatz. Neben dem ebenfalls von Mauser konstruierten türkischen Gewehr M87 und dem türkischen Gewehr M90 befand sich auch das von 1903 bis 1905 gebaute Mausergewehr M1903, Kaliber 7,65 mm in osmanischen Diensten. Als Waffenhilfe Deutschlands an die Türkei wurde zudem das von der preußischen Gewehrprüfungskommission (G.P.K.) konzipierte Gewehr 88, Kaliber 7,92 mm, ausgeliefert.

## Frankreich

### Französische Infanterie allgemein
Zwischen 1903 und 1914 hatte eine Kommission der französischen Armeeführung versucht, mit verschiedenen Experimentaluniformen Neuerungen in Schnitt und Farbe durchzusetzen, was letztendlich jedoch bis zum 27. Juli 1914, sechs Tage vor Kriegsausbruch, ergebnislos blieb. Erst an diesem Tag fiel eine Entscheidung: Zu spät für die Armee.

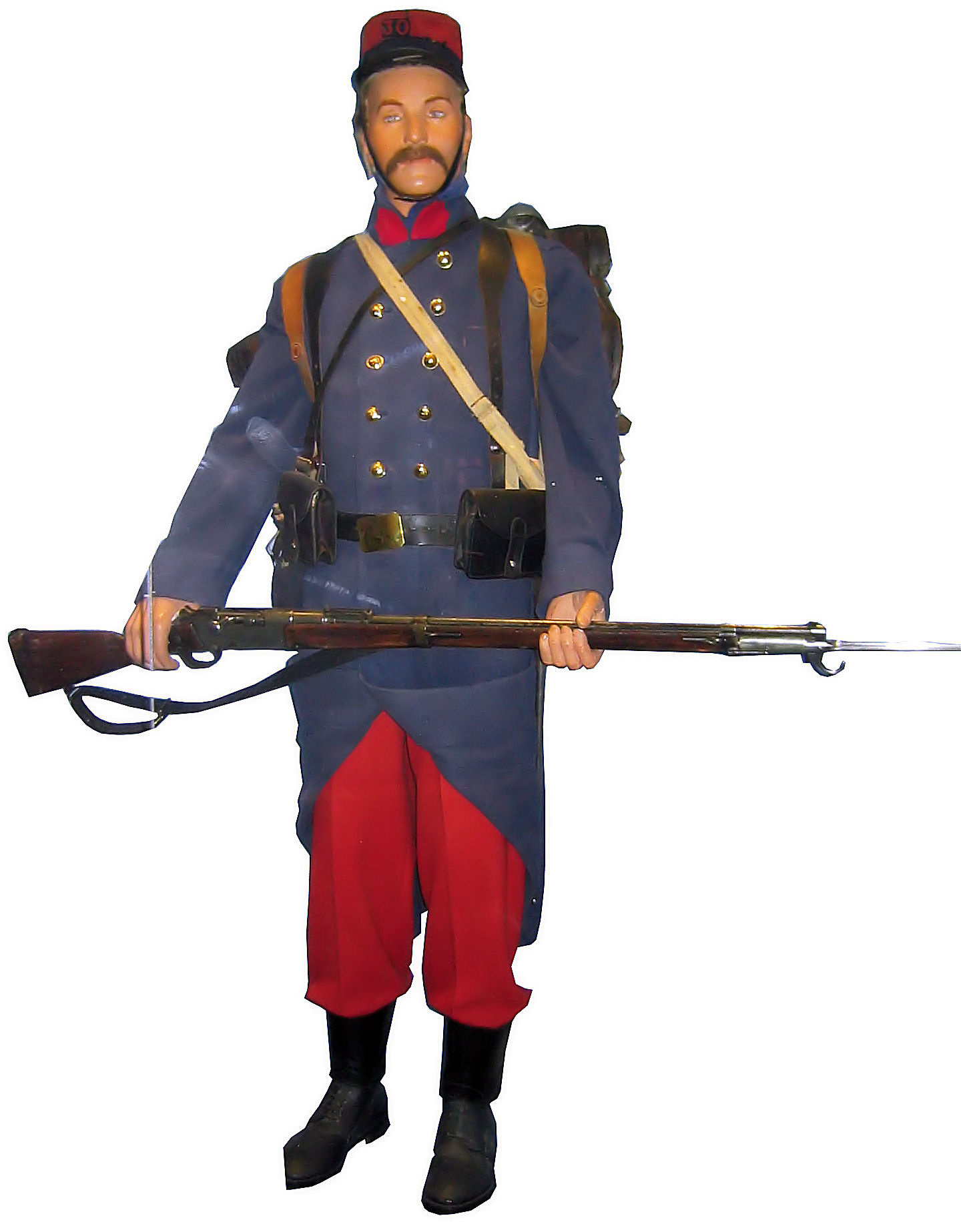
Die französische Uniform von 1914, welche keinerlei Rücksicht auf die moderne Kriegführung nahm

Die Uniform, mit der die französischen Soldaten bei Kriegsbeginn an die Front geschickt wurden, hatte sich seit dem Deutsch-Französischen Krieg 1870/71 kaum verändert. Die leuchtend roten Hosen mit je einer Tasche an der Außennaht, einer Uhrtasche sowie einem angenähten Gürtel zum Verstellen der Bundweite im Rücken des Trägers waren 1860 eingeführt worden und hatten in den Jahren 1893 und 1897 nur kleinste Schnittänderungen erfahren. Allein die Auffälligkeit dieser Hosen machte eine Tarnung der Truppe nahezu unmöglich und bot feindlichen Schützen ein leichtes Ziel. Zu der Hose wurden vorne schnürbare schwarze Ledergamaschen M1913 getragen, die wadenhoch reichten. Die französische Armee gab mehrere Schnürstiefelmodelle aus, wobei das im Jahre 1893 eingeführte Modell „Brodequin“ mit sechs Paar Ösen zu Kriegsbeginn am weitesten verbreitet war. Die Schuhe besaßen an der Innenseite Verstärkungsnieten.
Kurz nach Kriegsausbruch 1914 wurde eine neue horizontblaue Hose „Pantalon-culotte“ eingeführt, an der ab April 1915 eine gelbe Litze an der Außennaht eingenäht wurde. Diese Hose besaß an den Knien Verstärkungen aus Stoff. Zu dieser Hose wurden kniehohe Wickelgamaschen aus horizontblauem Stoff ausgegeben. Als Schnürstiefel kam das weiterentwickelte niedrigere Modell 1912 mit sieben Paar Ösen und ohne Verstärkungsnieten zum Einsatz. Diese Nieten wurde erst ab 1916 wieder angebracht.
Über der roten Hose wurde der Mantel M1877 aus einem dicken blaugrauen Stoff mit zweireihigen Messingknopfleisten getragen, dessen Aufschläge zurückgeknöpft werden konnten. Auf den niedrigen unbequemen Stehkragen waren rote Spiegel genäht, welche Regimentsnummern aus Mantelstoff trugen. 1913 hatte man an dem Mantel abnehmbare Schulterklappen angebracht, damit die Trageriemen des Tornisters M1893 nicht abrutschen konnten. Zu dem Mantel trug man einen farbgleichen Wollschal, der wie eine Krawatte gebunden wurde.
1914, kurz nach Kriegsbeginn, entwickelte der Modeschöpfer Paul Poiret für die französische Armee den ersten neuen Militärmantel seit 1877. Nachdem festgestellt worden war, dass alle Stofffarben, selbst die der französischen Trikolore, aus Deutschland importiert worden waren, konnte die französische Armee nur Zugriff auf die Lagerbestände einer deutschen Tochterfirma nehmen. Der ursprüngliche Plan, einen neuen Uniformstoff in den französischen Nationalfarben rot – weiß – blau zu weben, musste man bald fallen lassen, da von der roten Stofffarbe keine ausreichenden Mengen verfügbar waren. So wurde der neue Mantelstoff in den Tönen indigoblau und weiß gewebt. Durch Zufall war so die später berühmte „horizontblaue“ Optik des französischen Frontsoldaten entstanden. Poiret stellte seinen neuen einreihigen gekürzten Mantel mit aufknöpfbaren Schößen und weichem Kragen im September 1914 vor. Im Vergleich zu dem schweren Vorgängermodell mit seinem unbequemen kurzen Stehkragen zeigt sich deutlich die Linie des Modemachers.

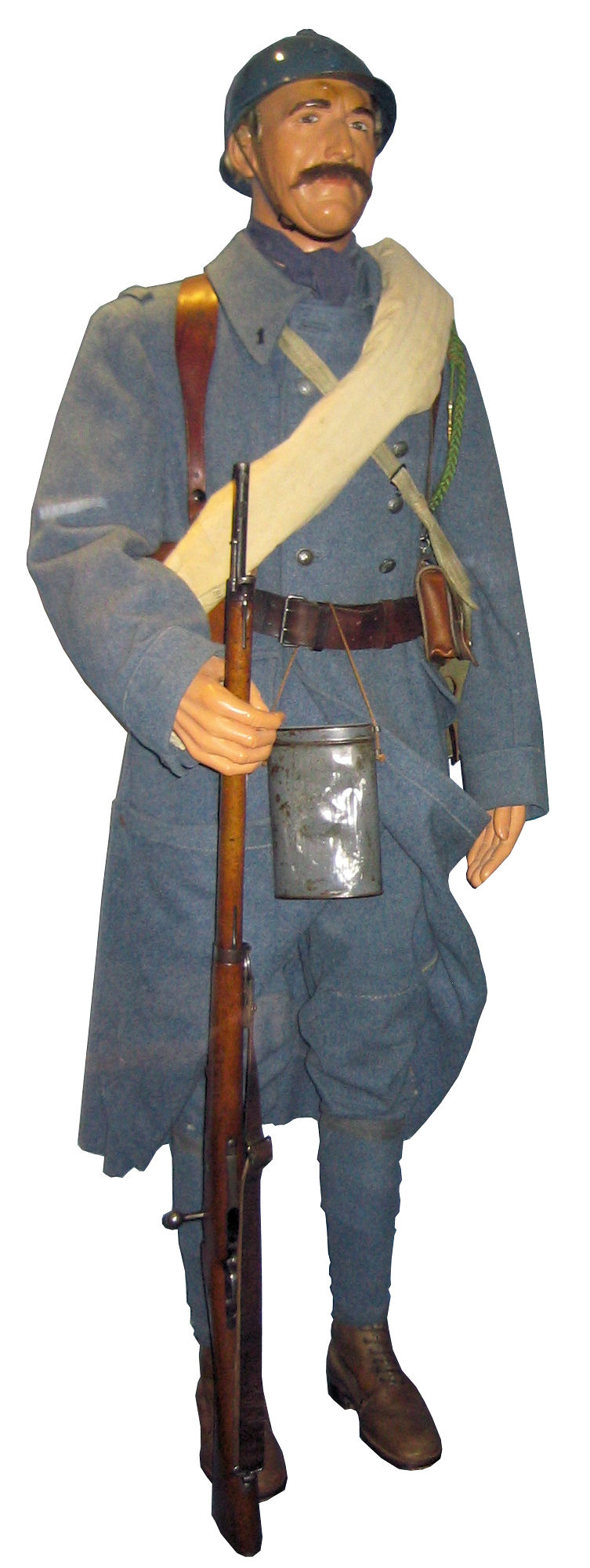
Französische Uniform mit dem Mantel M1877/1915 und der flachovalen TN-Gasmaske, welche ab Ende 1915 ausgegeben wurde

Nachdem die Auslieferung des neuen Designermantels M1914 jedoch ins Stocken geraten war, entschied man im Kriegsministerium im August 1915 zum alten Mantel aus dem Jahre 1877 mit einer leichten Schnittmusteränderung (fallender Mantelkragen statt Stehkragen) und in horizontblauem Farbton zurückzukehren (M1877/1915).
Am 21. April 1916 wurde die Fourragère eingeführt, eine Fangschnur, die als Auszeichnung einer Einheit nach mindestens zweimaliger lobender Erwähnung im Armeebericht verliehen wurde. Tatsächlich waren im Jahre 1916 bereits eine beträchtliche Anzahl von Einheiten mehrfach in den verschiedenen Armeebefehlen lobend erwähnt worden. Diese erhielten dann die neue Auszeichnung verliehen. Durch den weiteren Kriegsverlauf wurden dann einzelnen Einheiten mehr und mehr Belobigungen zuteil, sodass es notwendig wurde Abstufungen zu schaffen. Dies geschah durch Differenzierungen in Form und Farbe mit Befehl vom 22. Februar 1918.
Zur Standardbewaffnung gehörte bei Kriegsbeginn das unbeliebte und sperrige 1,35 m lange Lebelgewehr M1886/93, Kaliber 8 mm, das ursprünglich für die einst fortschrittliche rauchlose 8 × 50 mm R Lebel-Gewehrpatrone entwickelt worden ist. Dessen dazugehöriges Nadelbajonett M1886 mit Kreuzklinge war bis 1914 in Deutschland hergestellt worden. Ab 1915 wurde das mit diversen Mängeln behaftete Lebelgewehr durch das etwas zuverlässigere Bertier-Gewehr M1907/1915 und M1907/16 im Kaliber 8 mm mit dem Gewehrriemen M1907/14 aus naturbraunem Leder weitgehend abgelöst. Zu dieser Repetierwaffe wurde nun das Nadelbajonett M1915 ohne die bisherige Parierstange ausgegeben.

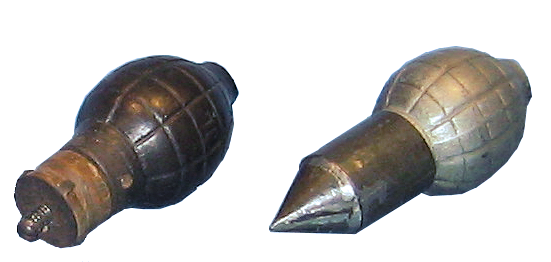
Französische Handgranaten der Firma Citron-Fougass. Im Gegensatz zu Deutschland stellte Frankreich keinen weitgehend normierten Handgranatentyp her. Es wurden die unterschiedlichsten Arten zum Einsatz gebracht

Die Koppelausrüstung bestand bei Kriegsbeginn aus schwarz gefärbtem Leder und drei Patronentaschen vom Modell 1888 beziehungsweise 1905. Der Unterschied zwischen diesen Taschen lag lediglich in geänderten Koppelschlaufen. Zwei Patronentaschen wurden rechts und links auf das geschwärzte Lederkoppel aufgezogen, die dritte saß ebenfalls auf dem Koppelriemen im Kreuz des Soldaten. Um das Gewicht der schweren Taschen zu leichtern wurde ein Y-förmiges schwarzes ledernes Koppeltragegestell M1892 umgelegt, das mit Messinghaken in jede der drei Taschen eingehakt werden konnte. Die Koppelausrüstung wurde nach Kriegsbeginn leicht überarbeitet und nunmehr naturlederfarben ausgegeben. Das Koppel wurde mit einer großen Messingschließe geschlossen, die keinerlei Aufprägungen aufwies. Doch bereits zu diesem Zeitpunkt wurde auch schon das geschwärzte Lederkoppel M1903 mit einer Zweidornschnalle getragen. Dieses Koppel wurde 1914 nochmals leicht überarbeitet und ab Dezember 1914 nur noch naturlederfarben ausgegeben. Es gab von diesem Koppel auch vereinfachte Kriegsausführungen mit nur einem Dorn. Die drei ledernen Patronentaschen eines jeden Soldaten wurde 1916 überarbeitet und nun ebenfalls naturbraun ausgeliefert.
Für persönliche Habe, Proviant und Besteck wurde ein beigefarbener Brotbeutel mit einem Stoffriemen über der Schulter getragen, der 1892 eingeführt worden war. Der Stoffriemen des Brotbeutels überkreuzte sich auf der Brust des Soldaten mit dem geschwärzten Lederriemen der großen Feldflasche M1877. Diese Flasche aus verzinntem Eisenblech hatte zwei verschieden große Trinköffnungen, welche mit je einem Korken verschlossen waren. Vorschriftsgemäß musste die kleinere Öffnung nach vorne weisen. Die Flasche war mit demselben blauen Stoff bezogen, aus dem der schwere Mantel M1877 bestand. Mit Einführung des horizontblauen Stoffes wechselte auch der Bezug der Feldflasche in diese Farbe. Ab Sommer 1915 wurde an die gesamte Armee eine größere und schwerere Zwei-Liter-Feldflasche M1877 ausgegeben, die ursprünglich nur für die in Afrika stationieren Truppen vorgesehen gewesen war. Optisch unterschied sie sich nicht von der kleineren Feldflasche M1877.
Ab 1893 war ein neuer Tornister ausgegeben worden. Dieser hatte, wie damals üblich, einen integrierten Holzrahmen. Die Beriemung bestand aus schwarzem Leder und besaß Trage- bzw. Befestigungsriemen, die an den Koppel-Patronentaschen eingehakt wurden. Die Gewichtsbelastung hatte sich zu früher reduziert, da in Frankreich während des Ersten Weltkriegs Decken und Zeltplanen nicht mehr zur Kampfausrüstung gehörten. Auf den Tornister wurde ein Stoffbeutel zur Aufbewahrung von Reserveschuhen sowie das 1852 eingeführte Kochgeschirr getragen.

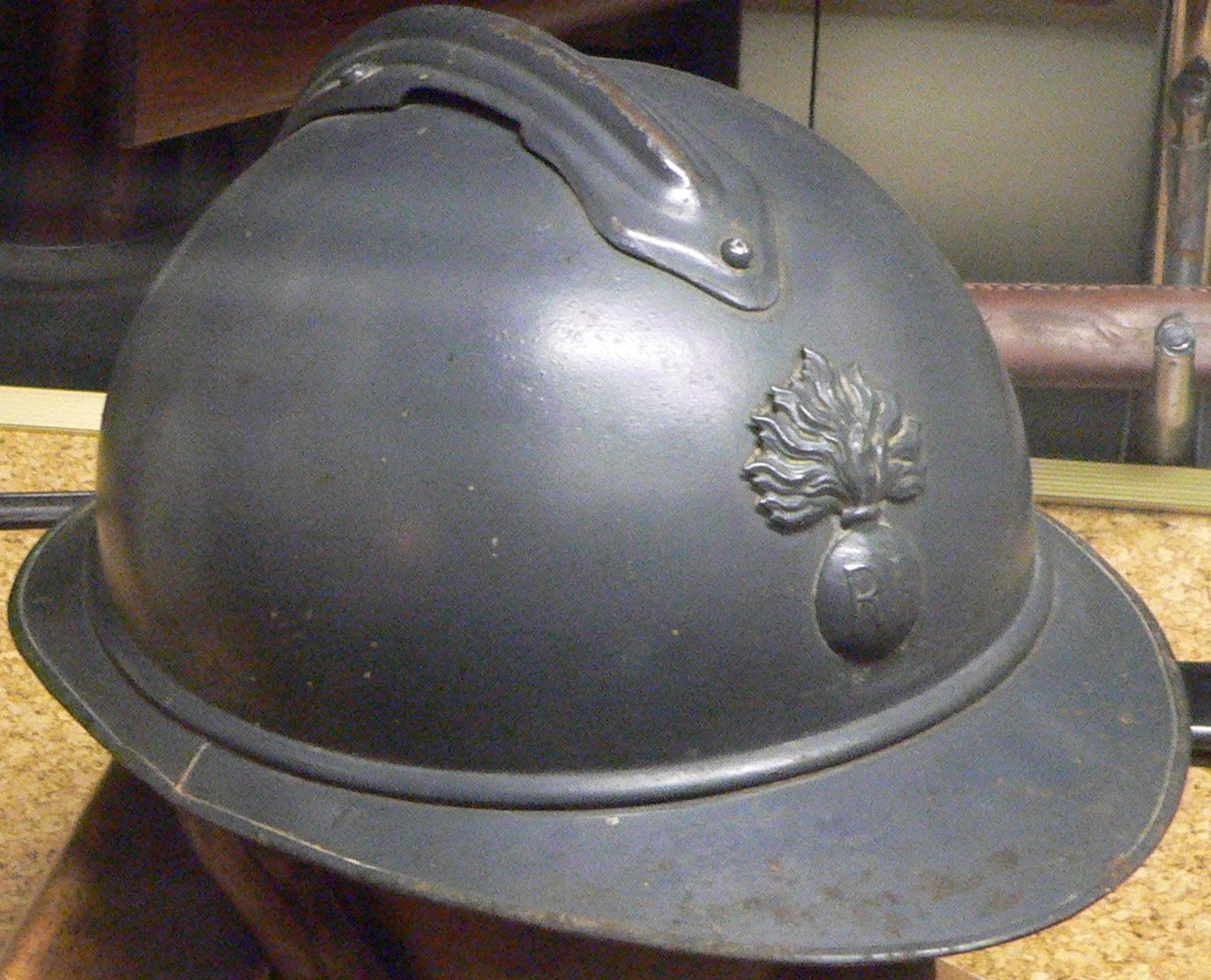
Vom französischen Adrian-Helm wurden bis Herbst 1917 täglich 7500 Stück gefertigt

Als Kopfbedeckung diente das rote Képi M1884 mit dunkelblauem Band. Die Regimentsnummer war – entsprechende dem Kragenspiegel – in einem roten Kreis auf dem Band angebracht. Der blaue Stoffüberzug, welcher im Jahre 1913 eingeführt worden war, um das auffällige rote Kepi zu verbergen, blieb zu Beginn der Kämpfe 1914 Frankreichs einziges Zugeständnis an die moderne Kriegführung. Da die französische Kopfbedeckung noch geringere Schutzwirkung zeigte als die deutsche Pickelhaube, wurde ab März 1915 die „Hirnpfanne“, eine wenig beliebte einfache Metallschale, die unter dem neuen, 1914 eingeführten Kepi, welches eine vereinfachte Ausführung des Kepi M1884 aus englisch-blaugrauem Stoff war, getragen werden konnte. Die Schale war ein Notbehelf bis zur Einführung eines eigenen Helms. Doch schon sie zeigte bei Versuchen, dass rund 60 Prozent der Granatsplitter an ihr abprallten. Insgesamt wurden rund 700.000 Hirnpfannen produziert und ausgegeben. Trotz der sonst erkennbaren Rückständigkeit in zeitgemäßen ausrüstungstechnischen Lösungen, führte die französische Armee als Erste im September 1915 einen graublau gestrichenen Helm aus einem ein Millimeter dickem Stahl ein, dessen Vorbild die damals üblichen Feuerwehrhelme waren. Seine Schutzqualität lag unter der des deutschen Stahlhelms. Der französische Helm wurde in 70 Arbeitsschritten produziert und in drei Größen ausgegeben. Zu diesem französischen „Adrian“-Helm gab es einen horizontblauen und einen khakifarbenen Überzug, welche ab Sommer 1916 wieder abgeschafft wurde, da man bei Durchschüssen das Eintreten von Stofffetzen in die Wunde befürchtete.
Nach Beginn des Gaskrieges suchte die französische Armee dringend nach einem notdürftigen Schutz für ihre Soldaten. Ab Mai 1915 gab man das Gasschutzkissen erstmals aus. Dieses Kissen bestand aus einer kleinen rechteckigen gummierten Tasche, welche mit einem Knopf verschlossen wurde. In dieser Tasche befand sich mit Natriumcarbonat und unterschwefeligem Salz getränkte Baumwolle. Im Ernstfall hatte der Soldat dieses Kissen vor Mund und Nase zu halten, was ein Weiterführen der Kämpfe jedoch unmöglich machte. Da zudem die Augen ungeschützt blieben, verloren viele französische Soldaten ihre Sehtüchtigkeit. Bei Nichtgebrauch wurde das Täschchen an einem Knopf des Mantels befestigt. Um auch während der Gasangriffe aktiv bleiben zu können, benötigte die französische Armee einen Gasschutz, der die Hände des Trägers nicht benötigte und die Augen schützte. Ende 1915 wurde daher die erste richtige französische Gasmaske mit einer dazugehörigen solitären Gasschutzbrille ausgegeben. Diese Maske wurde in einem graublau gestrichenen flachovalen Metallbehälter aufbewahrt, der am Koppel befestigt wurde. Eine erneute Weiterentwicklung, die Gasmaske M2 fand dann von Frühjahr 1916 bis Ende 1918 Verwendung. Die M2 vereinigte die Brille mit dem Rest der Maske, was das rasche Anziehen erleichterte. Die M2 wurde in einem rechteckigen blaugrau gestrichenen Metallbehälter aufbewahrt, der an der offiziell linken Patronentasche befestigt wurde und daher beim Laufen etwas hinderlich war. Um die Gasmaske weiter zu verbessern, testeten die Verantwortlichen der französischen Armee sowohl die alliierten als auch deutschen Gasmasken. Dabei stellte sich heraus, dass das deutsche Modell samt Behälter viele Vorteile hatte, weshalb ab November 1917 – parallel zu der weiterhin ausgegebenen Maske M2 – die ARS-Gasmaske (ARS = Appareil Respiratoire Spécial) eingeführt wurde. Die ARS-Maske war ein Nachbau des deutschen Vorbilds mit der typischen abschraubbaren Filterpatrone aus Metall. Die Maske wurde – ebenfalls nach deutschem Vorbild – in einem blaugrauen, runden und geriffelten Metallbehälter getragen, der durch die rückseitige Tragweise den Soldaten nicht mehr behinderte. Ab 1918 wurden die Behälter khaki gestrichen.

### Fremdenlegion
Zu Kriegsbeginn stellte die Fremdenlegion vier Marschregimenter in Frankreich auf. In ihre Reihen traten viele in Frankreich wohnende Ausländer ein, die Verstärkung durch altgediente Legionäre aus Nordafrika erhielten. Die neuen Einheiten wurden vollständig mit den Uniformen der regulären französischen Linieninfanterie in rot und blau ausgestattet und an die Front geschickt. Nur einige unauffällige Merkmale machten diese Regimenter als Legionäre erkennbar. Ab Frühjahr 1915 erhielten diese Soldaten, wie die gesamte Armee, die neuen horizontblauen Uniformen. Zudem wurde die Gesamtstärke der Legion drastisch verringert. Das lag einerseits an schwersten Verlusten während der Kämpfe in der Champagne, andererseits an der Abgabe nicht unerheblicher ausländischen Kräfte an die Armeen ihrer Ursprungsländer. Die verbliebenen Einheiten wurden am 15. November 1915 zu einem einzigen Marschregiment zusammengefasst, das Regiment du Marche de la Légion Étrangère (R. M. L. E.) genannt wurde. Schon im Winter 1915/16 erhielt das R. M. L. E. eine eigene Uniform, die ursprünglich als Ausrüstung für die nordafrikanischen Fremdenlegionäre vorgesehen war. Diese Uniform glich den Ausführungen der Infanterie, war jedoch khakifarben gefärbt. Das R. M. L. E. wurde während des Ersten Weltkriegs zusammen mit dem R. I. C. M. (Regiment de‘ Infanterie Coloniale de Maroc) die am häufigsten ausgezeichnete Einheit der französischen Armee. Insgesamt fielen damals 2100 Legionäre.
Der Fremdenlegionär trug die kurz nach Kriegsbeginn 1914 bei der Linieninfanterie eingeführte Uniformhose Pantalon-Culotte nach dem Schnittmuster vom April 1915. Der Wollstoff war bei der Legion jedoch khakifarben gefärbt. Die dazu getragenen kniehohen Wickelgamaschen variierten in der Stofffarbe. So war der Khakiton bei französischen Produktionen gelblicher als die aus Großbritannien importierte Ware.
Auch der Mantel M1877/1915 wurde in der Legion sowohl khakifarben als auch im Horizontblau der Linieninfanterie getragen. Als Abzeichen trug das R. M. L. E. die traditionsreiche Granate der Fremdenlegion aus Metall auf den rechteckigen, ebenfalls khakifarbenen Kragenspiegeln. Da am 9. Dezember 1914 Grün zur Waffenfarbe der Legion erklärt worden war, wurde diese Granate grün lackiert. Der rechteckige Kragenspiegel wurde im Januar 1917 parallel zur Infanterie in eine dreieckige Form geändert.
Wie zum alten Mantel M1877 trug man nun erneut einen Baumwollschal, der wie eine Krawatte gebunden wurde. Die Farbe war bei der Legion khaki.
Unverändert geblieben war der beigefarbene Brotbeutel M1892, dessen Stoffriemen sich weiterhin mit dem Lederriemen der Feldflasche M1877 über der Brust des Soldaten überkreuzte. Lediglich die Lederteile der Flasche waren nun naturbraun und der Stoffbezug bei der Fremdenlegion bestand aus demselben Khakiwollstoff wie deren Mantel.
Die Legion besaß einen zusätzlichen, für diese Truppe traditionellen Ausrüstungsgegenstand, das Ceinture bleue, eine sehr breite dunkelblaue Bauchbinde aus 4,20 Meter langem Wollstoff, der den Legionär ursprünglich vor den kalten Wüstennächten schützen konnte. Bei Aufmärschen und Paraden wurde das Ceinture bleue unter dem ledernen Koppelzeug, aber über dem Mantel getragen.
Im Gegensatz zur allgemeinen Infanterie waren die Gasmaskenbehälter der Fremdenlegion immer khakifarben gestrichen.

## Belgien
Wie die Franzosen hatten es auch die Belgier versäumt, eine Bekleidungsreform durchzuführen. Die Ausrüstung folgte in gleichem Maße deutschen wie französischen Vorbildern des 19. Jahrhunderts. Die gerade geschnittene graublaue Stoffhose besaß zwei senkrechte Seitentaschen und war durch einen festgenähten Gürtel in der Weite verstellbar. Der belgische Soldat trug unter einem schweren dunkelblauen Wollmantel, der zweireihig geknöpft wurde, eine Weste in ähnlicher Farbe. Wie in Frankreich konnten die Mantelaufschläge bei Märschen zurückgeknöpft werden. Auf den Messingknöpfen war die Regimentsnummer eingeprägt. Es war wie in Frankreich nicht vorgesehen, den schweren, beengenden Mantel auszuziehen.
Der Tornister war außen mit schwarzem Fell belegt und innen mit grauem Stoff gefüttert. Um den Tornister wurde als Hufeisenrolle mit vier schwarzen Riemen eine helle Decke getragen. Das schwarzgestrichene nierenförmige Kochgeschirr folgte wie der Tornister ebenfalls dem deutschen Vorbild und wurde auf dem Tornisterdeckel mit einem schwarzen Lederriemen gehalten. Als Fußbekleidung trugen belgische Infanteristen 1914 geschnürte und genagelte schwarze Lederstiefel. Dazu fanden halbhohe schwarz gestrichene Ledergamaschen, die an der Vorderseite eine Schnürung mit Metallhaken besaßen, Verwendung.
Die Standardwaffe der Linieninfanterie war der Mauserkarabiner M1889, Kaliber 7,65 mm. Diese Waffe war als erstes Kleinkalibermodell der Firma Mauser speziell für Belgien hergestellt worden. Das Bajonett wurde in einem Koppelschuh aus schwarzem Leder getragen, die Bajonettscheide selbst nach deutschem Vorbild auf dem Spaten befestigt.
Als Kopfbedeckung trugen belgische Soldaten einen schon damals altertümlichen schwarzen Filztschako, auf dessen Vorderseite die in Messing geprägte Regimentsnummer stand. Im Kampf wurde ein schwarzer Wachstuchüberzug über den Tschako gelegt, auf dem die Regimentsnummer in weiß gemalt war. Zusätzlich war an dem Überzug vorne ein roter Wollpompon angebracht.
Diese veraltete Uniform wurde 1915 abgelöst. Die neue belgische Uniformoptik richtete sich nun stark am französischen Vorbild aus, während die Koppelausrüstung deutliche Ähnlichkeiten mit der britischen hatte. Sie wurde wie die britische von der englischen Firma Mills hergestellt. Der neue khakifarbene Uniformstoff stammte ebenfalls aus Großbritannien. Wie bei der Vorgängeruniform und wie in Frankreich üblich, wurde der lange schwere Mantel im Einsatz nie ausgezogen.
Die khakifarbene Uniformhose M1915 war wie die Vorgängerhose gerade geschnitten, besaß zwei Seitentaschen sowie einen angenähten Gürtel. Unverändert beibehalten hatte man auch die halbhohen Ledergamaschen. Statt schwarz wurden sie nun braun gestrichen. Das Gleiche galt für die Schnürstiefel. Auch hier verwendete man nun braune Lederfarbe.
Der Uniformmantel M1915 war mit acht khaki gefärbten Knöpfen versehen, welche den belgischen Löwen (Leo Belgicus) als Emblem trugen. Litzen an den Schulterklappen machten die Waffengattung sichtbar, sonst wurden keine Abzeichen auf dem Mantel, der mit zwei großen Seitentaschen mit geraden Klappen versehen war, getragen. Auf der Rückseite befand sich ein Weitenverstellgürtel. Die Mantelschöße wurden nach französischem Vorbild auf dem Marsch nach hinten geschlagen und mit je einem Knopf fixiert.
Weiterhin beibehalten hatte man von der Vorgängerausrüstung das nun khaki gestrichene nierenförmige Kochgeschirr sowie den deutschen Mauserkarabiner M1889.
Als Gasmaske fand die französische M2 in einem ebenfalls khaki gestrichenen Metallbehälter Verwendung.

## Russland

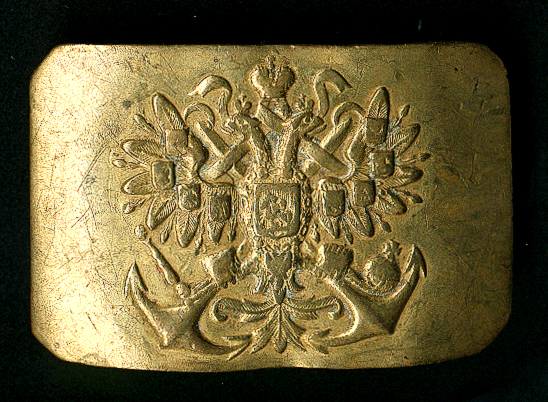
Russisches Koppelschloss M1904 in der Ausführung für die Marineinfanterie

Nach dem katastrophalen Ausgang des Russisch-Japanischen Krieges (1904–1905) erkannte die zaristische Armeeführung eine Notwendigkeit in der Modernisierung ihrer Armee. Wichtig erschien, die Ausrüstung leichter und praktischer zu gestalten.
Die 1907 eingeführten reithosenartigen Beinkleider (Breeches) aus grünbrauner Baumwolle besaß zwei senkrechte Seitentaschen. Als Waffenrock diente die „Gymnastiorka“ mit Stehkragen, welche 1912 eingeführt worden war. Diese Schlupfjacke gehörte zur traditionellen Bekleidung russischer Bauern. Es gab eine dünne Baumwollausführung für den Sommer und eine Wollversion für den Winter. Die vielen Hersteller im russischen Reich erreichten selbst in Friedenszeiten niemals jene Einheitlichkeit in der Ausführung, wie man dies im Westen gewohnt war, so dass es verschiedene abweichende Gymnastiorka-Varianten gab. Typisch waren die steifen Schulterklappen, welche die russische Armee noch heute kennt, in die Nummern oder Zeichen der Einheiten gestickt waren.
Über der Gymnastiorka wurde ein Lederkoppel mit dem Messingschloss M1904 getragen, das den doppelköpfigen Zarenadler trug. Auf das Koppel wurden rechts und links des Verschlusses zwei naturlederfarbene längliche Patronentaschen M1893 aufgezogen, die jeweils sechs Ladestreifen zu je fünf Patronen enthielten.
Statt eines Tornisters wurde der russische Soldat mit einem übergroßen Brotbeutel M1910 aus wasserabweisendem graubeigen Stoff ausgestattet, der über der Schulter und als Rucksack getragen werden konnte. Als Fußbekleidung fanden wie in Deutschland die fast kniehohen ledernen „Knobelbecher“ Verwendung, welche bis heute in der russischen Armee fast unverändert getragen werden.
Als Standardwaffe führte der russische Soldat das Gewehr M1891, Kaliber 7,62 mm, mit sich. Das Bajonett mit seiner musketenähnlichen Befestigungsart, zu dem es keine Scheide gab, blieb ständig aufgepflanzt, da das Gewehr M1891 in dieser Anordnung eingeschossen wurde. Eine Abnahme des Bajonetts hatte eine Verschlechterung des Schussbildes zur Folge.
Als Kopfbedeckung kam die Schirmmütze M1907/10 zum Einsatz. Sie wurde aus Leinen oder Baumwolle hergestellt und hellbraun gefärbt. Der Schirm war aus Leder. Auf der Mütze befand sich vorne eine Metallkokarde in den Farben des russischen Kaiserhauses – Orange und Schwarz. Im Winter kam die graubeige Fellmütze M1910 mit braunem Stoffdeckel zum Einsatz. Ihre Seitenteile konnten heruntergeschlagen werden, um Ohren und Nacken zu schützen. Auch sie trug die Metallkokarde. Ein eigener Stahlhelm wurde in der russischen Armee während des Ersten Weltkriegs nicht eingeführt.

## Großbritannien

### Britische Infanterie allgemein
1914 besaßen die Briten die wohl modernste Ausrüstung. Ihre Armee musste immer in irgendeinem besetzen Land des riesigen britischen Reiches ein Scharmützel oder einen Krieg führen. Daher war damals kein anderes Heer durch den ständigen Einsatz so sehr geschult und besaß einen so tiefgreifenden Erfahrungsschatz.
Die khakifarbene Diensthose M1902 hatte zwei senkrechte Seitentaschen und wurde immer mit Hosenträgern getragen. In der gleichen Farbe wurde die einfach und praktisch geschnittene Uniformjacke M1902 ausgegeben, welche bis 1937 fast unverändert weiter getragen wurde. Die Jacke wurde einreihig mit Messingknöpfen geschlossen, auf denen als Buchstabenkombination der Regimentsname zu lesen war, sie besaß an den Rockschößen und auf Brusthöhe je eine Tasche mit geknöpften Klappen, wobei die Brusttaschen in Pattenform ausgeführt waren. Im Schulterbereich waren Stoffverstärkungen gegen das Scheuern der 1908 eingeführten Koppelausrüstung und Stofftornister („Packtasche“) unterlegt. Die Jacke besaß angenähte Schulterklappen, auf denen ebenfalls das Regiment in einer Buchstabenkombination aus Messing erkennbar war. Nur wenige Einheiten besaßen weitere aufgenähte Abzeichen.
Als Fußbekleidung dienten kurze geschnürte Nagelstiefel aus geschwärztem Leder, über deren Schaft bis unter das Knie khakifarbene Wickelgamaschen gerollt wurden.
Als Einsatzwaffe fand das bewährte, 1902/03 vorgestellte Enfieldgewehr No. 1 MkIII, Kaliber .303 British, Verwendung, zu dem es ein Bajonett gab, das zur Standardausrüstung gehörte.
Die steife khakifarbene Dienstmütze M1905 mit stoffbezogenem Schirm war mit schwarzem Wachstuch gefüttert. Vorne befand sich ein Abzeichen der jeweiligen Einheit aus Messing. Die starre Schirmmütze erwies sich spätestens im ersten Kriegswinter für den modernen mitteleuropäischen Kriegsschauplatz als untauglich und wurde bereits 1915 durch ein neues, sehr weiches Schirmmützenmodell ersetzt, das wegen seines unsoldatischen und hässlich empfundenen Aussehens „gorblimey“ genannt wurde. Gorblimey ist eine Verballhornung des englischen Fluches „God blind me“, auf deutsch „Herr, laß mich erblinden“! Diese Kopfbedeckung besaß einen Ohren- und Nackenschutz, die bei schlechter Witterung heruntergeklappt werden konnten. Im November des gleichen Jahres führte dann die britische Armee als zweite der Welt einen Stahlhelm, den MK I („Suppenteller“) aus Manganstahl ein, der sich optisch nicht ganz zufällig an einer im Mittelalter verbreiteten Helmform orientierte, aber hauptsächlich aus den Erfordernissen des Grabenkrieges seine besondere Gestalt bekam. Zunächst wurde der rund 980 Gramm schwere Helm nur an die Soldaten in den vordersten Stellungen ausgegeben und nach und nach an alle Einheiten verteilt. Der MK I wurde in nur einem Arbeitsschritt, einem Tiefziehvorgang, aus einer Stahlplatte gepresst. Aufgrund der Dringlichkeit verzichtete man auf längere Erprobungen, legte jedoch großen Wert auf ein hochwertiges Helmfutter. Dieser Helm wurde in einer leicht veränderten Bauweise ab Anfang 1918 als M1917 auch von den 1917 in den Krieg eingetretenen US-Amerikanern hergestellt und bis zum Beginn des Pazifikkrieges 1941 getragen. Der britische MK I wurde bis Februar 1919 hergestellt, sein ähnlicher Nachfolger ebenfalls noch Jahrzehnte getragen.

### Schottische Hochlandinfanterie
Die schottischen Hochlandeinheiten (Seaforth Highlanders) unterschieden sich von ihren englischen Kameraden durch einen an den Kilt angepassten Waffenrock. Der eigentliche Kilt mit einer Gesamtstofflänge von 6,5 Metern besaß einen farbigen Tartan und wurde im Kampfeinsatz mit einem hellbraunen Schutzüberzug aus Stoff bedeckt. Die Kniestrümpfe besaßen Strumpfbänder in den Formen und Farben der verschiedenen Einheiten und wurden im unteren Drittel durch hellbraune Stoffgamaschen überdeckt, die schon bald nach Kriegsbeginn durch Wickelgamaschen ersetzt wurden. Dazu trugen die meisten schottischen Infanterieregimentern das Glengarry, ein Schiffchen, das in den 1860er Jahren eingeführt worden war. Anhand verschiedenfarbiger Tartanbänder, welche als breiter Rand den unteren Teil des Schiffchens einnahmen, bzw. durch das Fehlen dieser Bänder, konnte man die Einheiten identifizieren. Zudem war vorne an der rechten Seite ein Regimentsabzeichen in Metall angebracht. Im Nacken besaßen die Glengarries zwei längere einfarbige Stoffbänder, die bis zum Nacken reichten. Die übrige Ausrüstung entsprach dem britischen Standard.

## Kanada
Von August 1914 bis Januar 1917 stellte die kanadische Regierung für den Einsatz in den britischen Reihen fünf Divisionen auf. Die ersten Einheiten erreichten Frankreich im Februar 1915. Bereits 1916 beteiligten sich 300.000 Kanadier unter britischem Oberbefehl an den Kämpfen. Die Gesamtzahl der unter Waffen stehenden kanadischen Soldaten belief sich am Ende auf 628.000 Mann.
Durch die damals noch ausgeprägt engen Bindungen an das Britische Weltreich übernahm Kanada die 1902 eingeführte britische Uniform. Wichtige Unterschiede gab es lediglich bei den Abzeichen sowie in der Bewaffnung. So fand das kanadische Repetiergewehr Ross Mk III im Kaliber .303 British, Verwendung, das seit 1910 durch die Ross Rifle Company hergestellt wurde. Es gilt als die ausgereifteste Waffe, welche diese Firma hergestellt hat und war eine Weiterentwicklung des 1903 durch den Schotten Sir Charles Ross erstmals vorgestellten „Ross rifle“. Kanada hatte sich damals nach einem diplomatischen Kleinkrieg mit Großbritannien gegen die Einführung des britischen Enfield-Gewehres entschieden. Zu diesem Ross-Gewehr, von dem 1914 noch die Variante Mark IIIB produziert wurde, fand ein sehr breites Bajonett Verwendung, das zur Standardausrüstung gehörte. Doch bereits 1916 ordnete der neue Oberbefehlshaber der Britischen Expeditionsarmee, Sir Douglas Haig, an, das beliebte Ross-Gewehr durch das britische Standardgewehr Lee-Enfield auszutauschen, was einige Konflikte zwischen einflussreichen Persönlichkeiten in Kanada und Großbritannien hervorrief. Da die Ross Rifle Company jedoch nicht mit den Ausstoßzahlen des Enfieldgewehres mithalten konnte, wurde das Ross-Gewehr abgelöst und der Vertrag mit Sir Charles Ross aufgehoben. Viele kanadische Gewehre wurden in Kanada und Großbritannien noch zu Übungszwecken aufgebraucht oder kamen in die Hände von Scharfschützen, welche die Waffe aufgrund ihrer Präzision schätzten. Einige wurden auch in Quebec zu leichten Maschinengewehren umgebaut und kamen so zum Fronteinsatz.

## Italien

### Italienische Infanterie allgemein

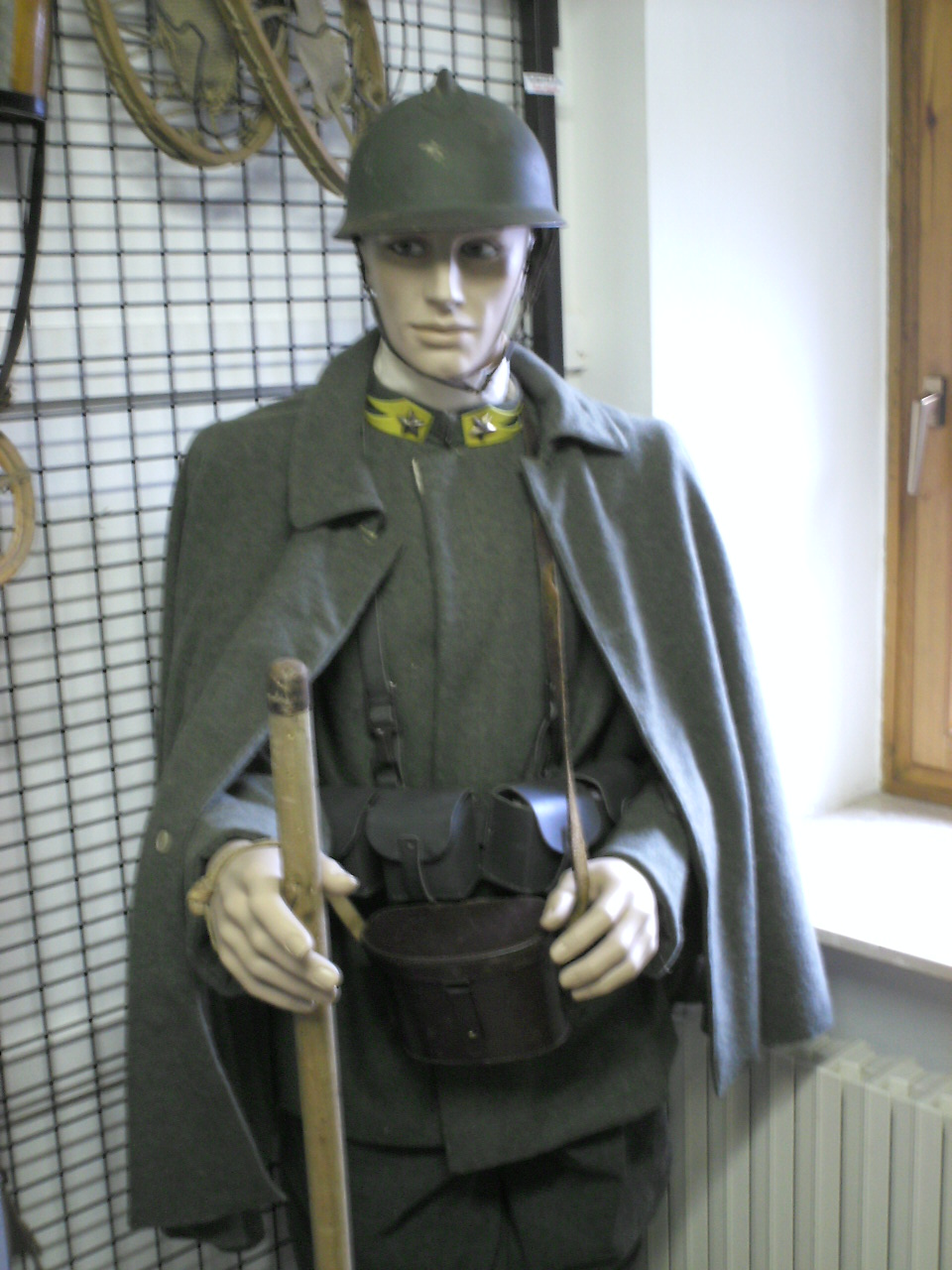
Uniform und Ausrüstung eines Alpini im Ersten Weltkrieg (Zollhaus Plöckenpass)

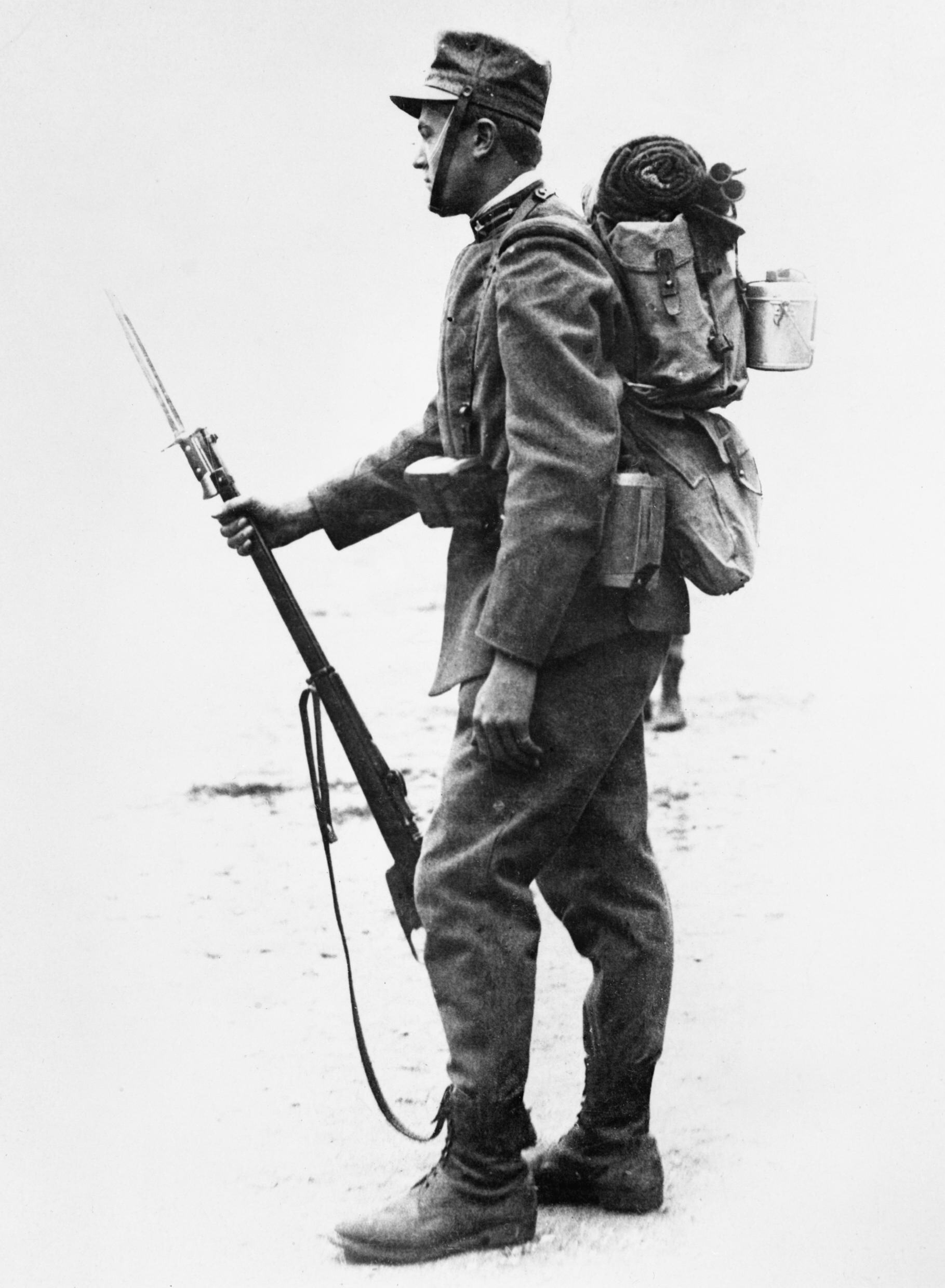
Italienischer Infanterist in der Ausrüstung von 1917

Wie in vielen europäischen Ländern fand auch im Königreich Italien zu Beginn des 20. Jahrhunderts eine Neuorientierung im Uniformwesen statt. Als Verbündeter des deutschen und österreichischen Kaiserhauses machte sich der ausrüstungstechnische Standard dieser Länder bemerkbar.
1909 wurde ein Uniformstoff eingeführt, der dem deutschen Feldgrau sehr ähnlich war. Er wurde in Italien „grüngrau“ genannt. Ab diesem Zeitpunkt wurde auch die 1907 eingeführte naturfarbene Lederausrüstung durch chemische Behandlung an diesen Farbton angepasst. Während des Krieges trug man jedoch auch die ledernen Ausrüstungsteile weiter, die vor der farblichen Anpassung hergestellt worden waren.
Die gerade geschnittene Hose M1909 besaß zwei schräge Seitentaschen. An den Knöcheln befand sich eine Schnürung. Diese Hose war der zeitgleich eingeführten Hose der Gebirgsjäger sehr ähnlich, jedoch am Oberschenkel weiter geschnitten. Im gleichen Jahr wurde auch ein neuer Waffenrock mit kurzem Stehkragen eingeführt, auf dem ein karmesinroter Kragenspiegel genäht war, der den Aktivitätsstern trug. Diesen Stern trugen alle italienischen Soldaten. Rock und Hose bestanden aus dem gleichen Stoff. Zusätzlich waren auf der Naht zwischen Arm- und Schulterpartie kleine Stoffwülste angebracht, welche ein Abrutschen der Ausrüstung verhinderten. Der Rock hatte weder Schulterklappen noch Außentaschen. Die bei einigen Stücken dennoch vorhandenen Taschen sind nachträglich von der Truppe angebracht worden.
Zur Uniform konnte bei Kälte ein graugrüner Wollpullover getragen werden, der ursprünglich nur für die Gebirgsjäger vorgesehen gewesen war, später jedoch von allen Infanterieteilen übernommen wurde.
1912 wurde ein hüftlanger, graugrüner leichter Umhang eingeführt, den bei Kriegsbeginn alle Infanterieeinheiten erhielten. Dieser Umhang wurde am Kragen mit einem Haken geschlossen. Dort befand sich auch ein Abzeichen mit dem Aktivitätsstern. Mit einem versteckt gearbeiteten Knopf konnte dieser Umhang auch weiter unten geschlossen werden.
Die italienische Infanterie benutzte in der Regel nur den 1907 eingeführten beigen Brotbeutel zum Transportieren von Verpflegung, persönlichen Gegenständen und Handgranaten. Der Beutel wurde mit einem fest angenähten verstellbaren Stoffriemen umgehängt und besaß eine Lederschlaufe zum Anhängen weiterer Gegenstände.
Die 1907 eingeführte Feldflasche wurde aus Weiden- oder Pappelholz hergestellt und war mit einer Eisenbereifung beschlagen. Mittels eines Lederriemens konnte diese Flasche am Brotbeutel oder am Koppel befestigt werden. Während des Krieges wurde diese Flasche durch ein Modell aus modernen Werkstoffen ersetzt. Der Körper wurde nun aus Aluminium gefertigt und mit Filz bezogen.
Die ab 1912 ausgegebenen naturlederfarbenen Bergstiefel waren ursprünglich nur für die Gebirgsjäger (Alpini) eingeführt worden, wurden aber, nachdem jedoch die große Masse der italienischen Infanterie im Alpenraum operieren musste, auch an diese ausgegeben. Am Knöchel waren diese Stiefel für einen guten Halt höher geschnitten.
Anfangs ebenso nur für die Alpini gedacht waren die kniehohen grüngrauen Wickelgamaschen M1909, welche die noch bis in den Krieg getragenen alten schwarzen Wickelgamaschen ersetzten. Im selben Jahr wurden für die Alpini auch wollene Kniestrümpfe angeschafft, die im Winter zusätzlich unter den Wickelgamaschen getragen werden konnten. Nachdem auch die Infanterie bei Kriegseintritt mit Gamaschen und – zunächst unvorschriftsmäßig – mit Strümpfen ausgestattet worden war, wurde vielerorts auf die Gamaschen verzichtet. Ab 1916 wurden auch die Wollstrümpfe offizieller Bestandteil der Infanterieuniform.
Als reguläre Waffe führte der italienische Soldat den Mannlicher-Carcano-Karabiner M1891/1892 „Fucile“, Kaliber 6,5 mm, mit sich, dessen Patrone (6,5 × 52 mm ohne Rand) schon zu Beginn des 20. Jahrhunderts als veraltet galt. Im Italienisch-Türkischen Krieg 1911/12 zeigte sich dann, dass auch der Karabiner selbst technisch überholt war. Die leichte italienische Infanterie marschierte 1915 mit dem verkürzten Modell des Mannlicher-Carcano-Karabiners M1892 „Moschetto Cav.“, der ein angebautes Klappbajonett besaß, in den Krieg. Diese Ausführung war ursprünglich der Kavallerie vorbehalten gewesen. Zu diesen Waffen wurde das Bajonett M1891 ausgegeben, welches in einer Scheide am Koppelschuh des Koppel hing.
Das italienische Koppelzeug M1907 aus Leder wurde chemisch behandelt, um einen der Uniform ähnlichen grauen Farbton zu erzielen. Das Koppel selber besaß eine einfache Schließe; links und rechts wurden die beiden Patronentaschen aufgezogen. Um deren Gewicht zu halten, trugen die Soldaten einen einfachen Lederriemen um den Hals, der an den beiden Taschen eingehakt werden konnte. Die einzelnen Fächer der zweiteiligen Patronentasche M1907 nahm vier Ladestreifen mit je sechs Schuss auf, so dass jeder Infanterist über insgesamt 96 Patronen verfügte.
Der Stahlhelm M1916 war eine Kopie des französischen Stahlhelms, wurde jedoch aus nur einem Stück Stahl gezogen und war ab Werk dunkelgraugrün gestrichen. Es bedurfte vieler Versuche, bis die Verantwortlichen mit dem Ergebnis zufrieden waren. Zu dem Helm gab es einen Helmüberzug in verschiedenen gedeckten Farbtönen und unterschiedlichen Stoffarten, der unter anderem ein Reflektieren des Metalls verhindern sollte. Ursprünglich hatte man beim italienischen Militär daran gedacht, den französischen Helm zu importieren. Einige Einheiten malten, nähten oder stickten vorne auf den Helm ihr Abzeichen auf den Stoffüberzug.
Mit der Ciamician-Pesci-Maske wurde eine erste Gasmaske wenige Tage nach dem italienischen Kriegseintritt eingeführt. Die mit einer neutralisierenden Lösung imprägnierte monovalente Maske aus mehreren Gazeschichten stellte sich beim ersten Gasangriff der österreichisch-ungarischen Armee im Juni 1916 als völlig unzureichend dar und musste schnell durch andere Modelle ersetzt werden.

### Leichte Infanterie (Bersaglieri)
Als Kopfbedeckung trugen die Bersaglieri (leichte Infanterie) einen weit ausladenden Hut M1871 mit schwarzgrünen Hahnenfedern an der rechten Seite. Über die weißgrüne Kokarde war eine aus Messing geprägte Granate mit gekreuzten Gewehren und Regimentsnummer gesetzt. Für den Feldeinsatz gab es einen grauen Stoffüberzug, der an der Stirnseite ein gesticktes Abzeichen besaß. Da die Italiener mit ihren Kopfbedeckungen die gleichen Erfahrungen machen mussten, wie alle kriegführenden Nationen, wurde 1916 ein Stahlhelm eingeführt – nach französischem Vorbild in Feuerwehrhelmform. Im Gegensatz dazu wurde der italienische Helm jedoch aus einem Stück Stahl gepresst und war in dunklem Graugrün gestrichen. In einigen Fällen wurden Einheiten und Waffengattungen auf die Stirnseite des Helms gemalt. Zu diesem Helm, der nach einigen erfolglosen Probeexemplaren entwickelt worden war, gab es Stoffüberzüge in gedeckten Farben. Die Bersaglieri befestigten auch an dem Helm ihren Kopfputz aus Hahnenfedern.

### Gebirgsjäger (Alpini)
Die Alpini trugen eine Hose M1909, welche der bei der Infanterie getragenen Hose M1909 sehr ähnlich war. Im Unterschied zur Gebirgsjägerhose war die Infanteriehose jedoch am Oberschenkel weiter geschnitten.
1910 entschied man sich für die Einführung eines graugrünen Filzhutes in der traditionellen alpenländischen Form. Ein parallel diskutierter anderer Hut in Melonenform wurde daher verworfen. Ein Pompon in den jeweiligen vier Bataillonsfarben (Grün, Rot, Weiß oder Blau) befand sich auf der linken Seite dieses Hutes, hinter das Hutband wurde hier eine einzelne Feder gesteckt, die bei den Stabsoffizieren weiß war. Dieser Hut ist bis heute fast unverändert in Gebrauch.

## Vereinigte Staaten von Amerika

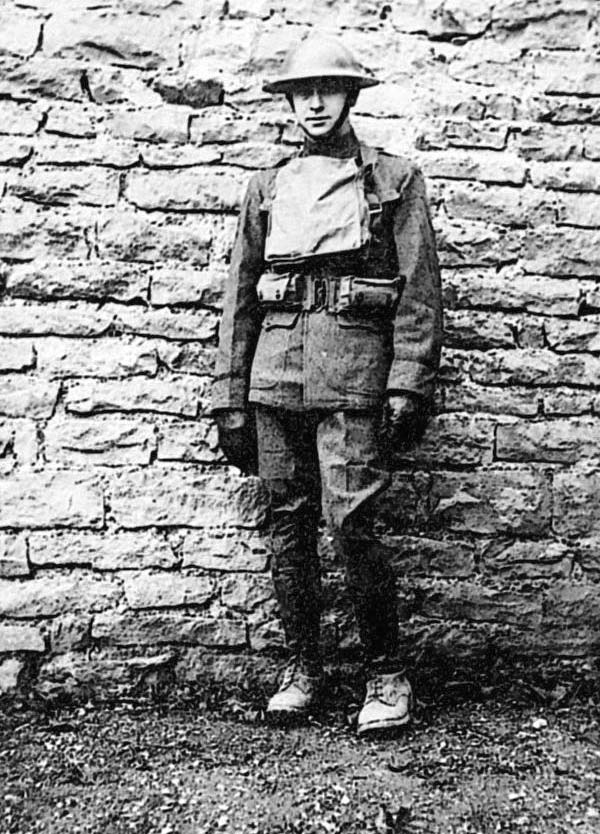
US Soldat 1918

Die USA traten erst 1917 in den Ersten Weltkrieg ein, obwohl sie die Entente bereits zuvor unterstützt hatten. Die ersten US-Soldaten trafen im Juni 1917 in Frankreich ein.
Im Jahre 1902 hatte die US-amerikanische Armee ihr traditionelles Dunkelblau („Preußisch-Blau“), welches noch aus der durch Friedrich Wilhelm von Steuben und anderen deutschen Offizieren etablierten preußischen Armeetradition des Unabhängigkeitskrieges stammte, zugunsten einer khakifarbenen Uniform endgültig aufgegeben. Den Farbton hatte man nach den Erfahrungen im Spanisch-Amerikanischen Krieg 1898 gewählt, als sich die geringe Tarnwirkung der dunkelblauen Farbe in tropischen Klimazonen zeigte und sich ein neues Bewusstsein für die Vorteile einer tarnenden Bekleidung durchgesetzt hatte. Eine weitere Neuerung von 1902 war der fast vollkommene Verzicht auf Leder bei der Ausrüstung. Dieses war durch den Einsatz von Baumwollmaterialien und Segeltuch ersetzt worden, wie es 1908 auch bei der britischen Armee geschah. Die Vorteile der modernen Ausrüstungsgegenstände aus Stoff lagen hauptsächlich in der einfacheren Herstellung und aus den daraus resultierenden niedrigeren Herstellungskosten. Zudem benötigte das Material weniger Pflege als Leder. Die Nachteile dieser neuen Ausrüstung lagen vor allem in der allgemein geringeren Haltbarkeit.

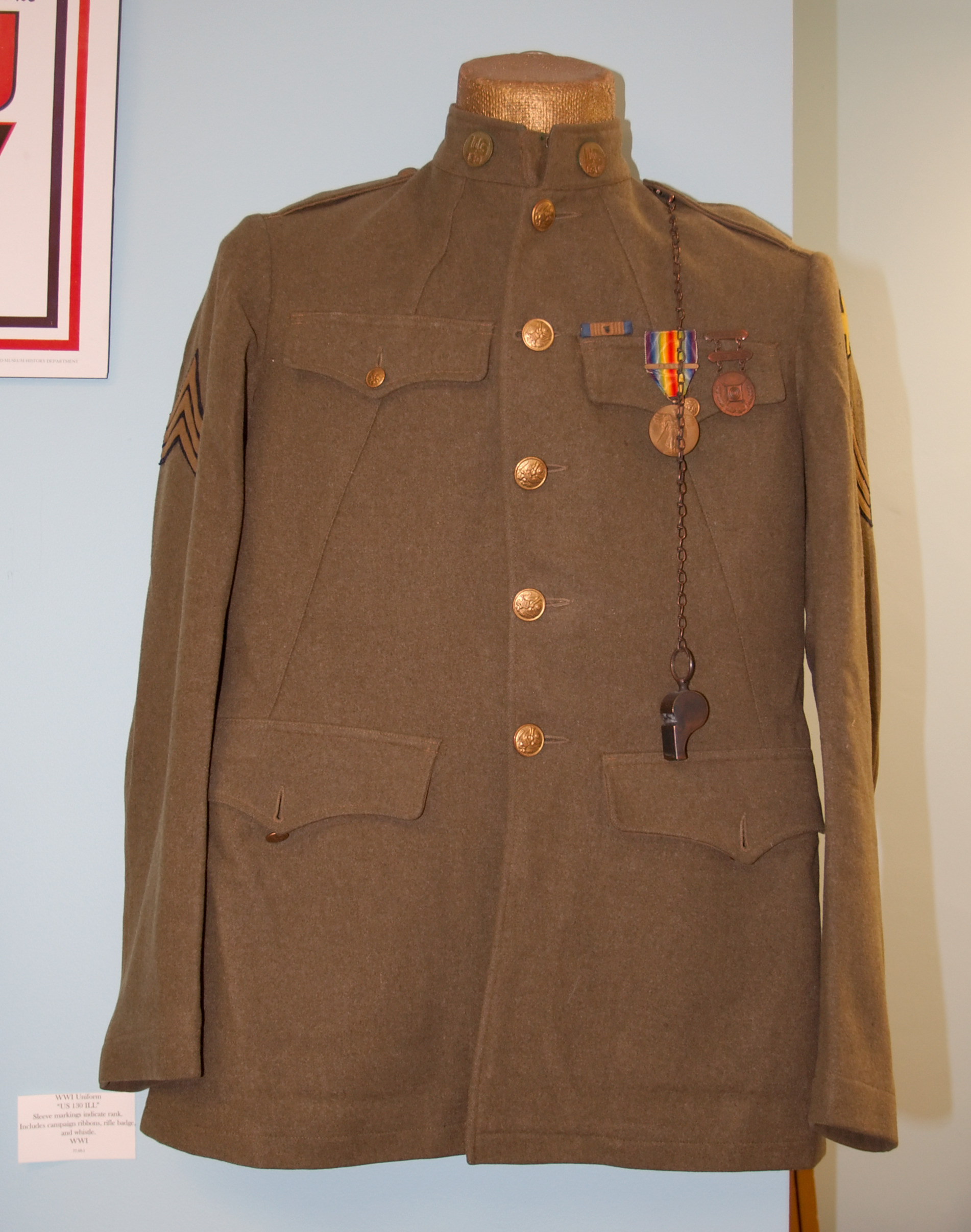
US-amerikanischer Waffenrock M1912

Die ersten US-Soldaten, die Europa betraten, trugen Beinkleider, die im Stil einer Reithose geschnitten wurden und 1912 eingeführt worden waren. Die Hose hatte außen angebrachte Dopplungen im Kniebereich und besaß zwei Taschen hinten und zwei Taschen vorne. Zusätzlich war rechts vorne eine Uhrtasche angebracht. Zu dieser Hose gehörte ein Stoffgürtel. Wie die Beinkleider war auch der Waffenrock 1912 in Dienst gestellt worden. Er hatte einen hochgeschlossenen steifen Stehkragen, auf dem rechts die Metallbuchstaben „U.S.“ und links die Abzeichen der Waffengattung – bei der Infanterie gekreuzte Gewehre – mit der Regimentsnummer und dem Kompaniebuchstaben zu sehen waren. Die Jacke wurde mit fünf großen Metallknöpfen vorne geschlossen. Kleinere Knöpfe waren für die beiden Schoß- bzw. Brusttaschen angebracht. Auf allen Knöpfen war der amerikanische Weißkopfseeadler geprägt.
Einer der bedeutendsten Mängel in der amerikanischen Ausrüstung zeigte sich bei den knöchelhohen naturfarbenen Lederschnürstiefeln. Dieser wichtige Ausrüstungsgegenstand war für trockene Kampfplätze im Süden der USA entwickelt worden und dort auch sehr bequem zu tragen. Für den Grabenkrieg auf den zerweichten Böden Europas aber war er gänzlich ungeeignet. Dieser Mangel wurde jedoch rasch erkannt, so dass bereits 1917 neue lederne Marschschnürstiefel an die Front gelangten. Dieses Modell aus schwerem braunem Leder besaß zwiegenähte und vielfach genagelte Sohlen. Die als schöner empfundenen Vorgängerstiefel wurden nun nur noch zum Ausgang und beim Kasernendienst getragen. Auch die Segeltuchgamaschen M1910, welche durch Ösen an der Vorderseite geschnürt wurden, teilten dieses Schicksal. Den Erfordernissen des europäischen Kriegs entsprechend erhielten die US-Soldaten kurz nach den ersten Einsätzen kniehohe Wickelgamaschen in einem dem Uniformstoff ähnlichen Farbton.
Die amerikanische Armee kannte keine Brotbeutel. Die dort sonst verstauten Materialien und weitere Gegenstände wurden in einem rucksackartigen Gepäckstück, der „Kampftasche“, die 1910 eingeführt worden war, untergebracht und waren daher für den Soldaten nicht schnell zugänglich. Die Kampftasche war zwar ein theoretisch wohl durchdachter Gegenstand, doch für den praktischen Gebrauch unzulänglich, unbequem und daher nicht sehr geschätzt. Selbst die Nachfolgemodelle M1928 und M1936, welche bei der Invasion in der Normandie während des Zweiten Weltkriegs noch in großen Mengen eingesetzt wurden, waren so unbeliebt, dass die Soldaten sie bei erster Gelegenheit wegwarfen. Die Kampftasche konnte nur mit einem abnehmbaren Webgurtkoppeltragegestell sowie in Verbindung mit dem Koppel und den Patronentaschen getragen werden. Sie enthielt Verpflegung, Waschzeug und in einer aufgesetzten abnehmbaren Klappe das Kochgeschirr. Das 1905 eingeführte Springfield-Bajonett wurde zusammen mit der Scheide M1910 auf der linken Seite der Tasche befestigt. Die im Vergleich zu anderen Armeen sehr große und schwere Schaufel M1910 fand ihren Platz unter der Kochgeschirrtasche, wobei der hölzerne Stiel bis auf Gesäßhöhe reichte. Unter diesem Stiel lag die Befestigungsmöglichkeit für Decke und Poncho, Zeltbahn und Zeltbesteck. Diese Teile wurden ineinandergerollt und in Längsrichtung durch Webgurtriemen gehalten. Bei guter Packarbeit reichte die außen sichtbare khakifarbene Wolldecke bis kurz unter das Gesäß. Wie schon die Beschreibung der Packtasche deutlich macht, war es für den Soldaten mühsam und relativ zeitaufwändig, dieses Transportgefäß so zusammenzusetzen, dass es während des Marsches keine Behinderungen gab. Vielfach zurrten die Soldaten ihre Rolle vor dem Anschnüren an die Kampftasche noch mit zusätzlichen Paketschnüren und ähnlichen Hilfen zusammen, da es keine frei einsetzbaren Riemen zur amerikanischen Ausrüstung gab.
Zur Ausrüstung gehörte auch die Feldflasche M1910, welche in ähnlicher Form mit modernen Materialien noch heute in der US-Armee verwendet wird. Zu dieser Aluminiumflasche gehörte damals noch eine Tasse, die über das Unterteil der Flasche gestülpt wurde. Darüber kam dann eine filzgefütterte khakifarbene Stofftasche, die am Flaschenhals mit zwei Druckknöpfen geschlossen wurde. Auf die Vorderseite der Stofftasche waren die Kürzel „U.S.“ in schwarzer Farbe gedruckt.
Am Koppel wurde eine kleine Erste-Hilfe-Stofftasche getragen, in der sich eine verschlossene Metalldose befand. Auch diese Tasche wurde mit zwei glatten Druckknöpfen geschlossen.

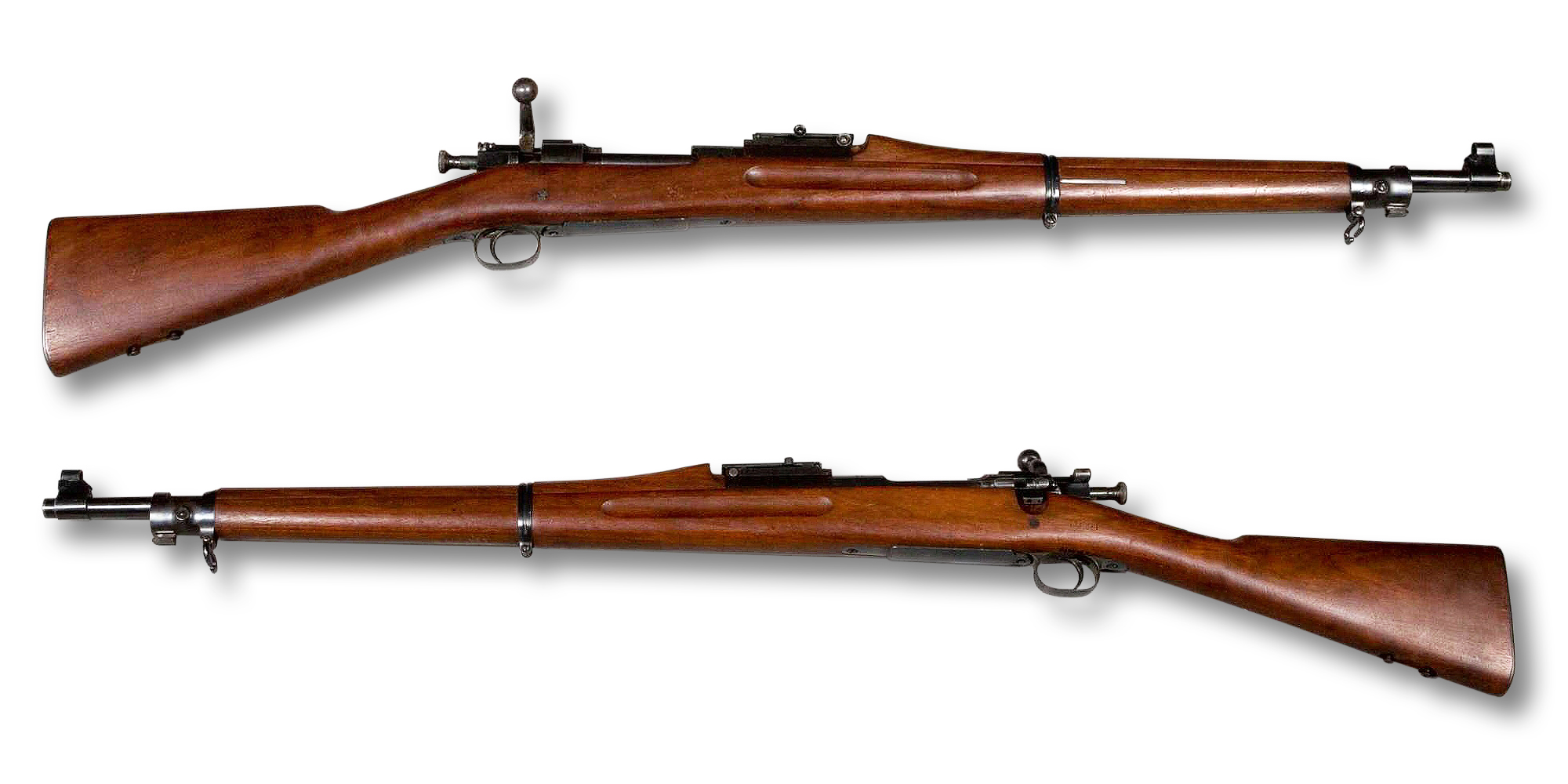
M1903 Springfield

Als Standardwaffe der Infanterie wurde das Springfieldgewehr M1903/05, Kaliber .30-06, eingesetzt. Da dieses aber selten verfügbar war, nutzten die meisten Soldaten das Gewehr M1917, das ein auf US-Kaliber umgebautes britisches Pattern 1914 Rifle war. Zu dieser Waffe wurde zunächst der Gewehrriemen M1907 aus hochwertigem Vollleder ausgegeben, den man später durch einen preiswerten Webgurtriemen ersetzte. Dieses ausgezeichnete Repetiergewehr basierte auf dem Vorbild des deutschen Mauser System 98 und wurde noch im Zweiten Weltkrieg eingesetzt. Zudem gehörte die technisch wegweisende Pistole M1911, die John Moses Browning entwickelt hatte, zur Standardausrüstung der US-Soldaten.

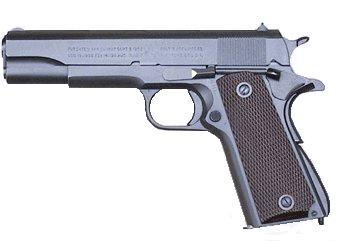
M1911

Am breiten Webgurtkoppel, das 1910 eingeführt worden war, waren zehn Patronentaschen mit je zwei Ladestreifen zu je fünf Schuss befestigt. Die Patronentaschen waren fest mit dem Koppel verbunden und konnten daher nicht abgenommen werden. Sie wurden mit Druckknöpfen geschlossen, auf die der amerikanische Adler geprägt war.
Im Gegensatz zu den meisten 1917 kriegführenden Nationen glaubten die Amerikaner zunächst, auf einen Stahlhelm verzichten zu können. Ihre Truppen trugen daher den khakifarbenen steifen Campaignhut M1912, der eigentlich stetson hat hieß und zivilen Ursprungs war. In ähnlicher Form war der stetson hat bereits um 1904 bei der Royal Canadian Mounted Police (Mounties) eingeführt worden, nachdem er dort Jahrzehnte nur ein inoffizielles Kleidungsstück – neben dem offiziellen weißen Tropenhelm – gewesen war. Um den Unterschied zur kanadischen Polizei deutlich zu machen, wurden die vier Kniffe im Hut jedoch nicht quer, sondern längs zur Gesichtsachse angebracht.

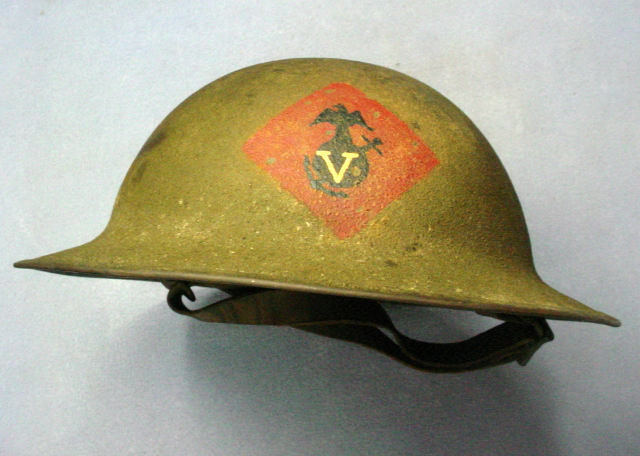
Wie der englische MK I schützte auch der amerikanische M1917 nicht vor schnell fliegenden Granatsplittern. Hier ein Helm des US Marine Corps

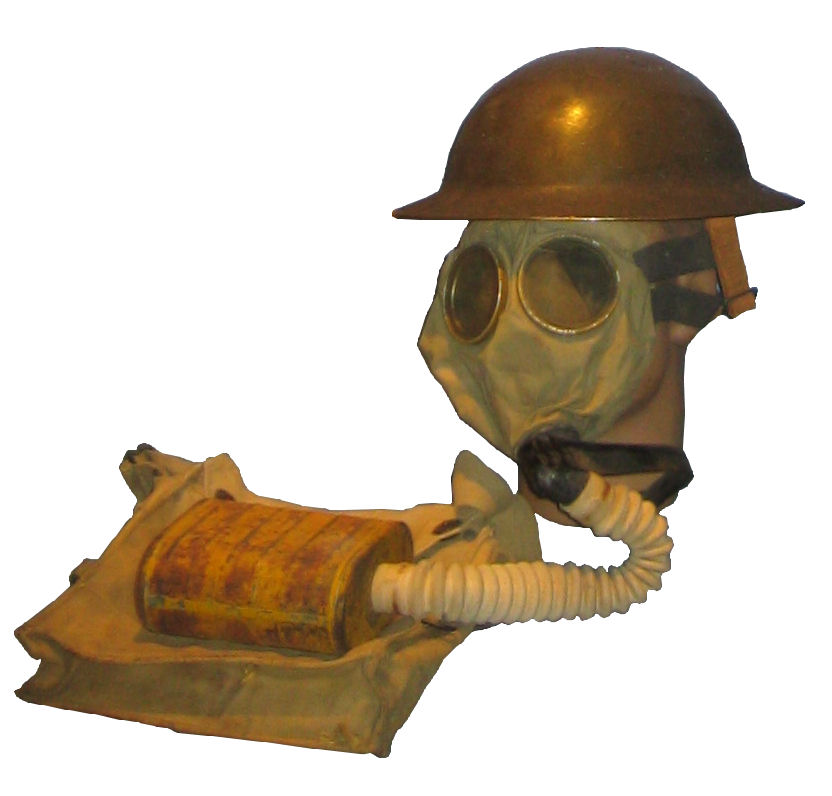
Amerikanische Gasmaske M1917, die eine Kopie des britischen Vorbilds war. Im Kampfeinsatz wurde die Stofftasche mit der Maske am verkürzten Trageriemen auf der Brust getragen

Schon bald nach den ersten verheerenden Verlusten forderten die Amerikaner von den Briten Helme und Gasmasken an. Doch bereits Anfang 1918 wurde die Produktion eines eigenen amerikanischen Stahlhelms (M1917) aufgenommen, der sich optisch sehr eng an das britische Vorbild anlehnte. Dieser Helm wurde aus Manganstahl gefertigt und besaß einen khakibraunen rauen Anstrich aus nichtreflektierender Farbe. Während das Innenfutter aus schwarzem Gewebe bestand, wurde der Helmriemen aus naturbraunem Leder gefertigt. Noch in den letzten Kriegsmonaten 1918 folgten die Amerikaner dem britischen Vorbild auch darin, die Divisionsabzeichen auf den Helm zu malen.
157. Division Goybet
Aufgrund der strikten amerikanischen Rassentrennung und vielfältiger Vorurteile in der Bevölkerung durften Afroamerikaner meist nur in eigenständigen Einheiten kämpfen. Für den Krieg in Europa wurden sie in der 92. Division zusammengefasst. Später in Frankreich eintreffende schwarze Kontingente unterstellte die US-Armee dem französischen Oberbefehl. Aufgrund jahrhundertelanger Kolonialerfahrungen gab es in Frankreich wesentlich weniger Berührungsängste mit den afroamerikanischen US-Bürgern. Daher bildeten diese mit vier Regimentern die Infanterie der 157. Division. Dort waren die meisten Angehörigen, vom Soldaten bis zu den Offizieren, Schwarze. Von den Franzosen als nützliche Verstärkung angesehen, wurde die 157. Division Goybet an die Front geworfen. Schnell wurden die Einheiten für ihren unerschrockenen Mut bekannt, wie ihr kommandierender General, Mariano Goybet, lobend erwähnte.
Neben der allgemeinen amerikanischen Infanterieuniform trugen die afroamerikanischen Soldaten die vereinfachte khakifarbene Uniformjacke M1917. Aus rationalen Gründen wurden sie jedoch mit der französischen Ausrüstung ausstaffiert. Dazu gehörte die vollständige Koppelausrüstung, Gasmaske, Feldflasche, Helm und Gewehr.